# Беллини, Джованни
Джованни Беллини, Джамбеллино, на вен. диалекте «Зуане Белин» (итал. Giovanni Bellini, Giambellino, Zuane Belin; ок. 1430—1433, Венеция — 26 ноября 1516, Венеция) — итальянский живописец периода кватроченто эпохи Возрождения. Представитель большой художественной семьи. Сын и ученик Якопо Беллини. Вместе с братом Джентиле считается одним из основателей венецианской школы живописи.

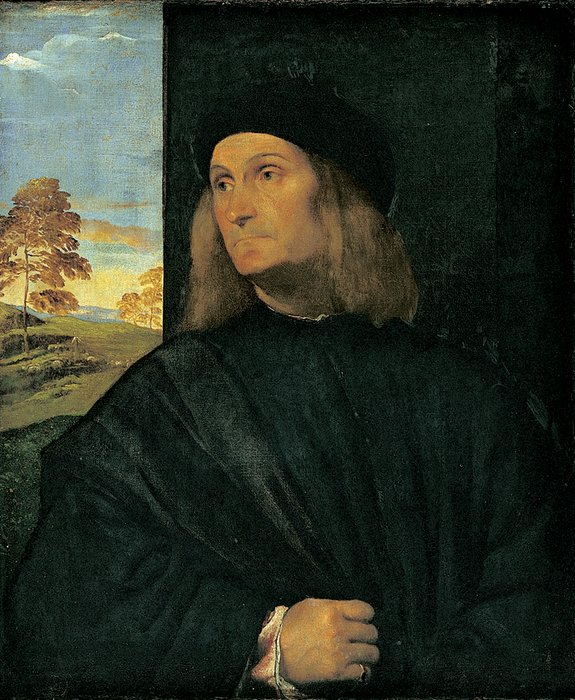
Тициан. Портрет Джованни Беллини. Между 1511 и 1512. Холст, масло. Государственный музей искусств, Копенгаген

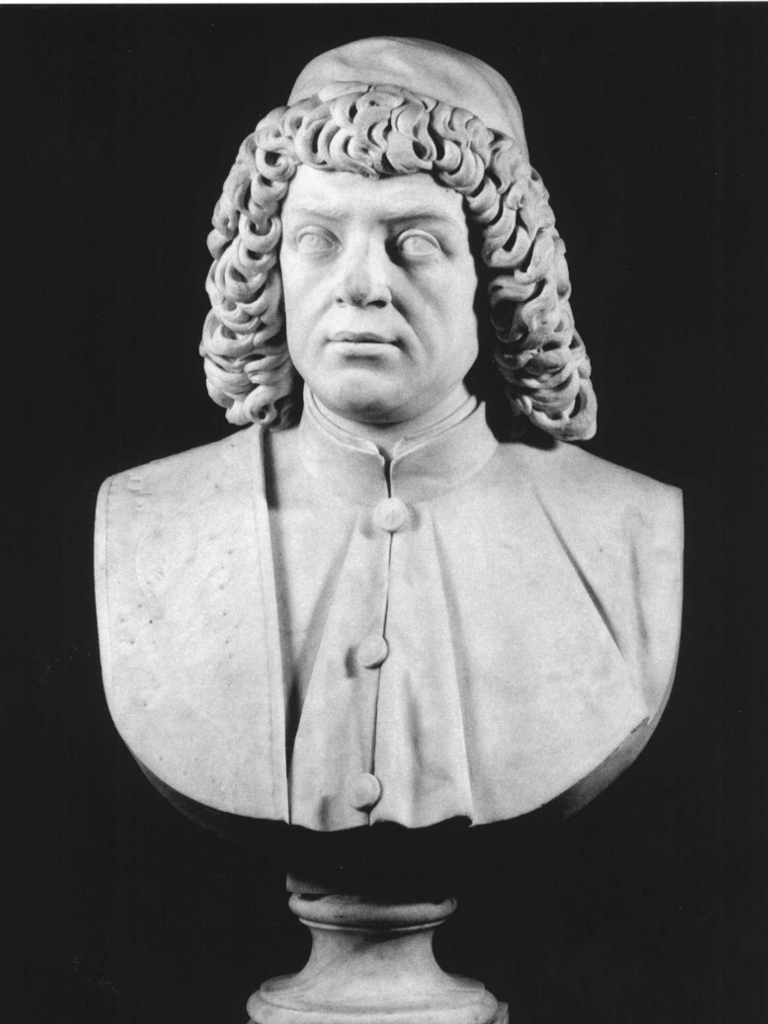
Л. Моретти. Дж. Беллини. 1858. Мрамор. Палаццо Лоредан, Венеция

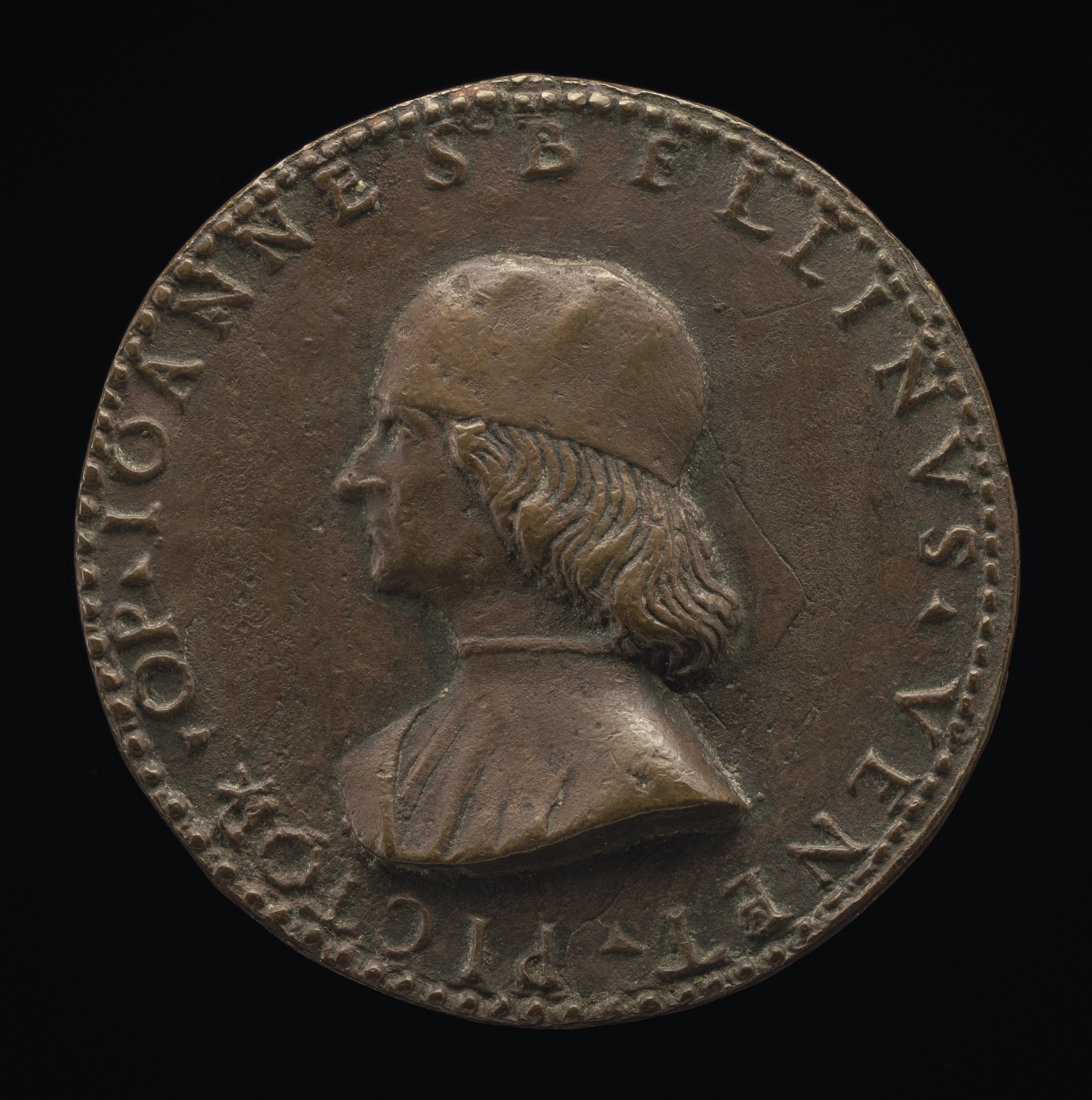
В. Гамбелло. Джованни Беллини — венецианский живописец. Медаль. 1470—1480. Бронза

## Биография
Беллини уже при жизни был признанным мастером, выполнявшим множество самых престижных заказов, однако его творческая судьба, равно как и судьба его важнейших произведений, плохо документирована, поэтому датировка большинства картин приблизительна. Неизвестна и точная дата рождения художника. Если верить «Жизнеописаниям» Вазари, где автор утверждает, что Джованни умер в возрасте девяноста лет в 1516 году, то его рождение следует отнести к 1426 году. Однако это противоречит сохранившимся документам.
Джованни родился в семье живописца Якопо Беллини, у которого кроме Джованни было ещё два сына, Никколо и Джентиле, а также дочь Никколозия. Его матерью была Анна Ринверси из области Марке; в 1429 году в ожидании рождения первого ребёнка она заранее составила завещание в его пользу. Не вполне ясно, кто из детей Беллини был старшим, возможно, первой родилась Никколозия, в 1453 году вышедшая замуж за художника Андреа Мантенью, затем Джентиле и некий Никколо. Некоторые предполагают, что Джованни, всегда указываемый в источниках как младший сын, был сводным братом Джентиле, о чём косвенно свидетельствует его отказ участвовать в завещании Анны Ринверси от ноября 1471 года, когда она, уже будучи вдовой Якопо, организовала передачу его наследства Никколо, Джентиле и Никколозии.
Исследователи творчества Беллини считают, что он прошёл обучение в мастерской отца. Его ранние работы по-прежнему являются предметом дискуссий, поскольку среди учёных существуют расхождения в атрибуции тех произведений, которые приписываются его начальному периоду, приходящемуся на 1445—1450 годы. Две картины — «Святой Иероним в пустыне» из Института Барбера, Бирмингем, и «Распятие» из музея Польди-Пеццоли, Милан, которые ранее считали его ранними творениями, ныне у ряда исследователей вызывают сомнение.
Первая точная дата в биографии Джованни Беллини — 9 апреля 1459 года, когда он упоминается в документах венецианского нотариуса Джузеппе Моизиса в качестве свидетеля. В то время он уже жил один в квартале Сан-Лио, но по-прежнему трудился в мастерской отца, которому помогал выполнять наиболее крупные заказы. По свидетельству Фра Валерио Полидоро в 1460 году он совместно с отцом и братом Джентиле писал запрестольный образ в Базилике Святого Антония в Падуе (не сохранился).
К раннему периоду творчества художника относят несколько алтарных образов «Мадонны с Младенцем». 1450—1460-ми годами датируют «Мадонну с Младенцем» из Городского музея Маласпина (Павия), «Мадонну с Младенцем» из коллекции Джона Джонсона (Филадельфия), «Мадонну Леман» (Madonna della collezione Lehman) из собрания Лемана (Нью-Йорк), в которой заметно влияние Андреа Мантеньи, а также так называемую «Греческую мадонну» (Madonna greca) из Пинакотеки Брера (Милан). Последняя в этом ряду считается несомненным шедевром. С момента своего создания она украшала Дворец дожей в Венеции; в Галерею Брера попала в 1808 году после церковных реквизиций, устроенных Наполеоном. Ранее считалось, что картина написана на византийский манер — по золотому фону, однако позднейшие исследования установили, что надпись золотом по-гречески «Матерь божья» и «Христос» имевшиеся на ней, были добавлены в XVI веке, сам же Беллини изначально писал Мадонну на фоне синего неба.

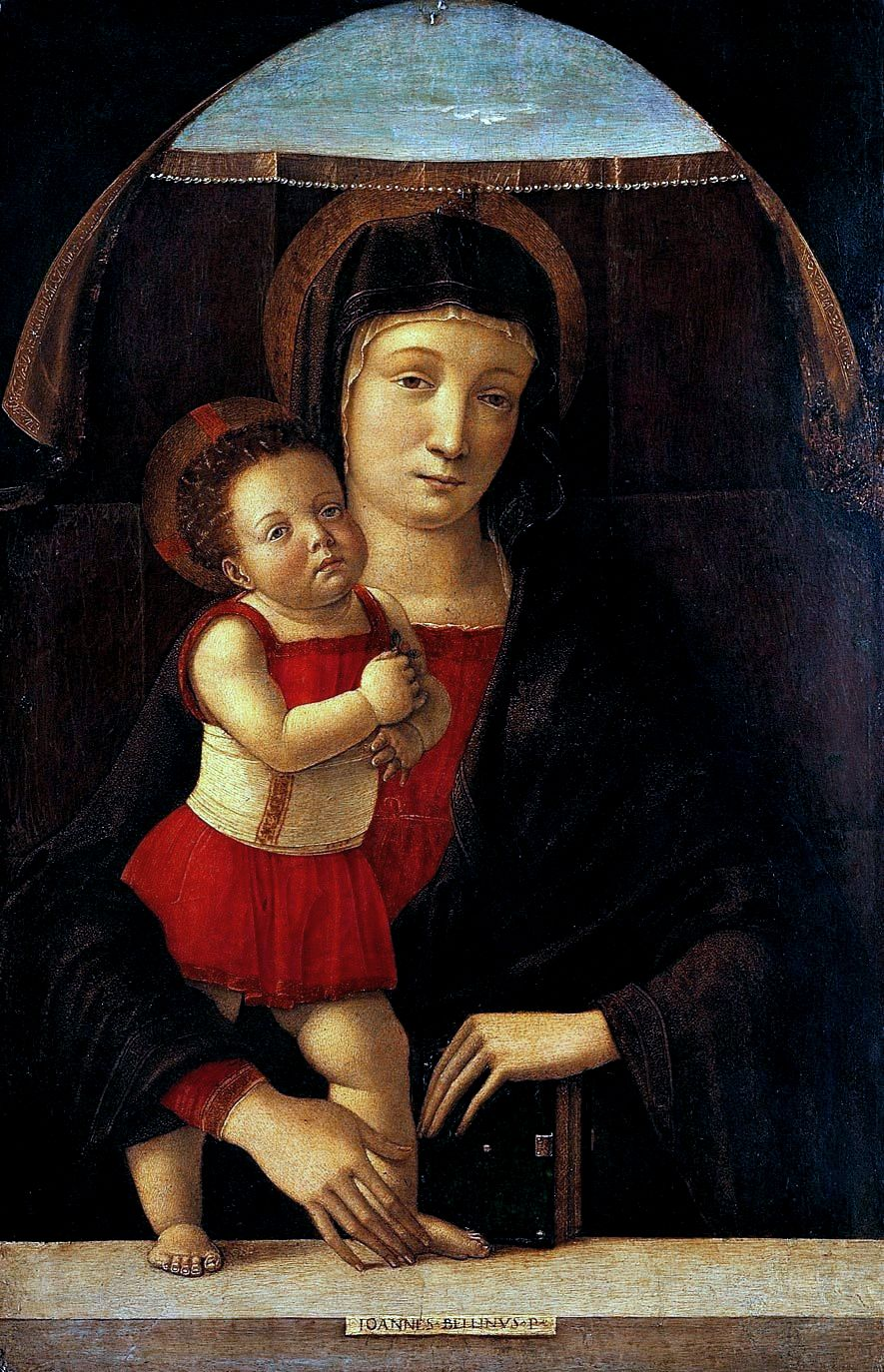
Мадонна с Младенцем. 1450-1455. Дерево, темпера. Городской музей, Павия
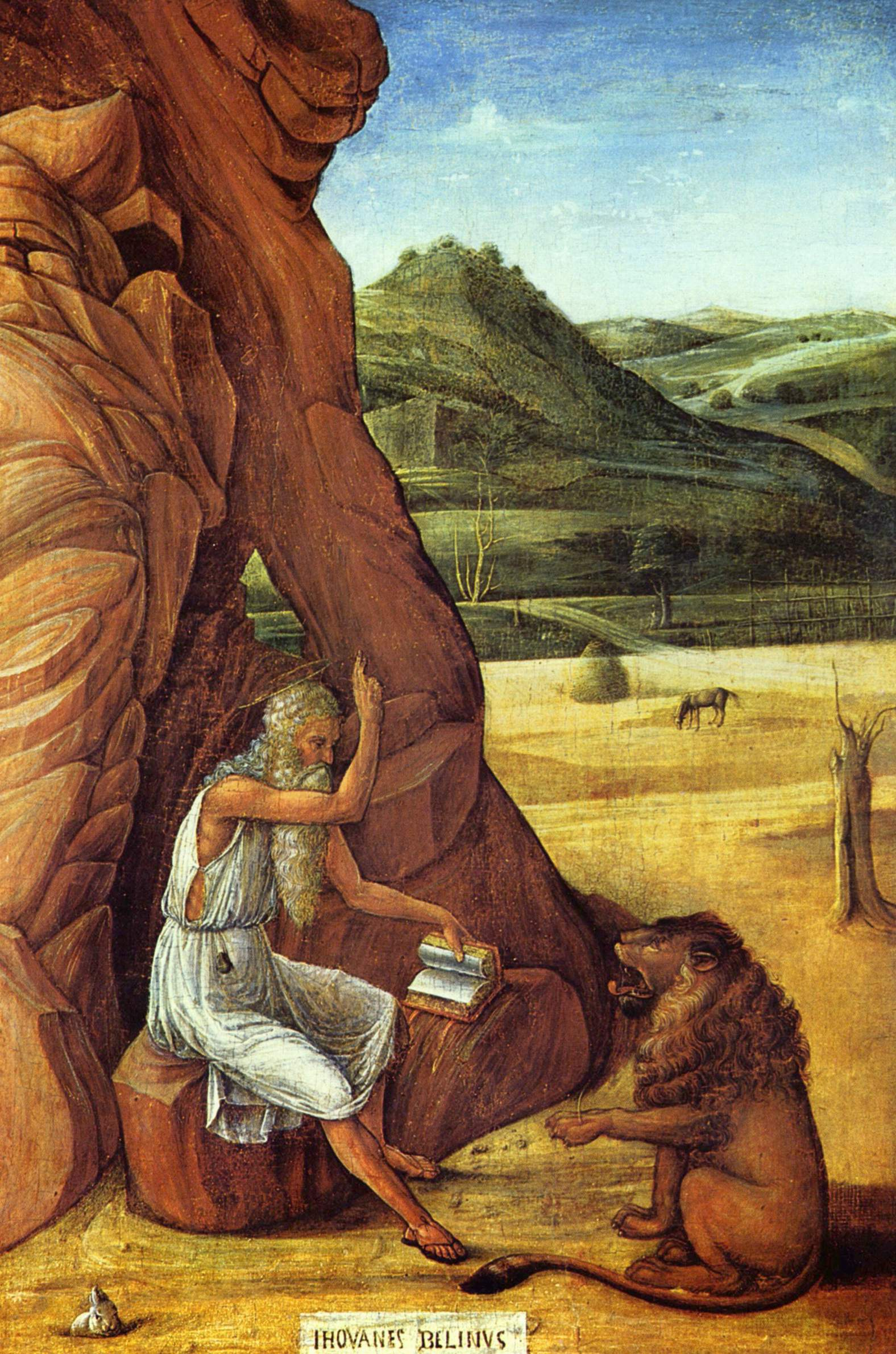
Святой Иероним в пустыне. Ок. 1450. Дерево, темпера. Институт Барбера, Бирмингем
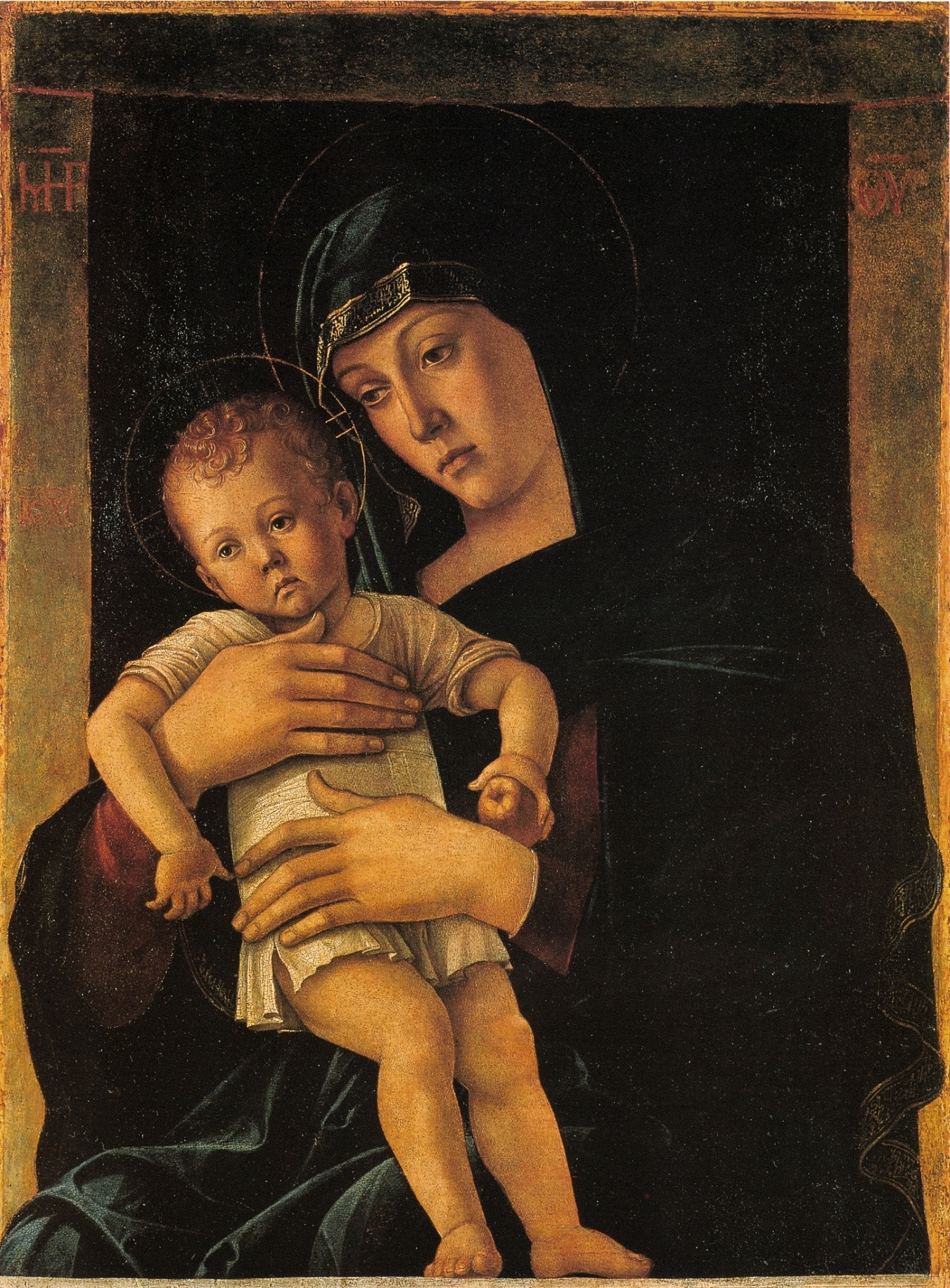
Греческая Мадонна. Ок. 1460. Дерево, темпера. Пинакотека Брера, Милан
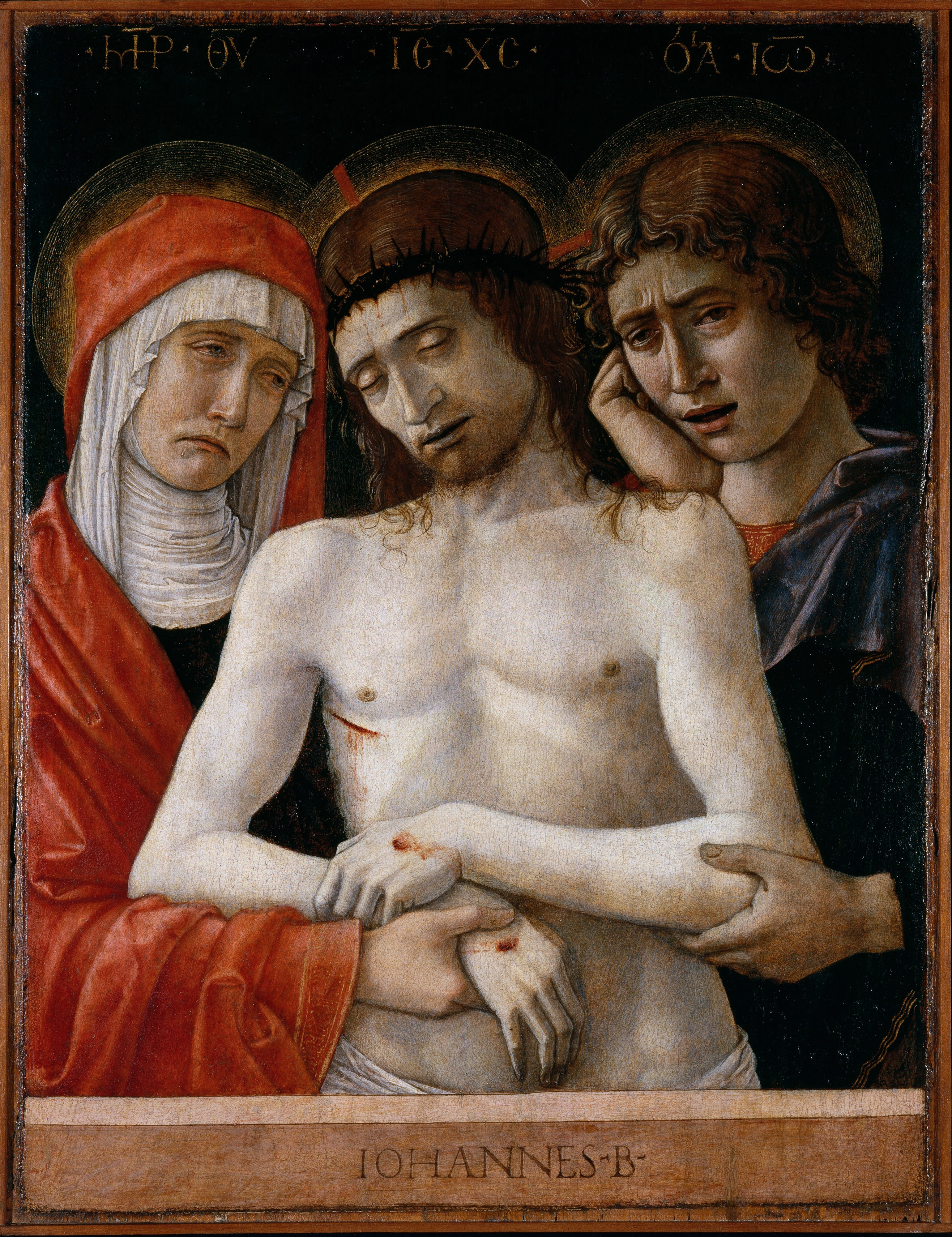
Пьета с Мадонной и Святым Иоанном Евангелистом. Ок. 1455. Дерево, темпера. Академия Каррара, Бергамо
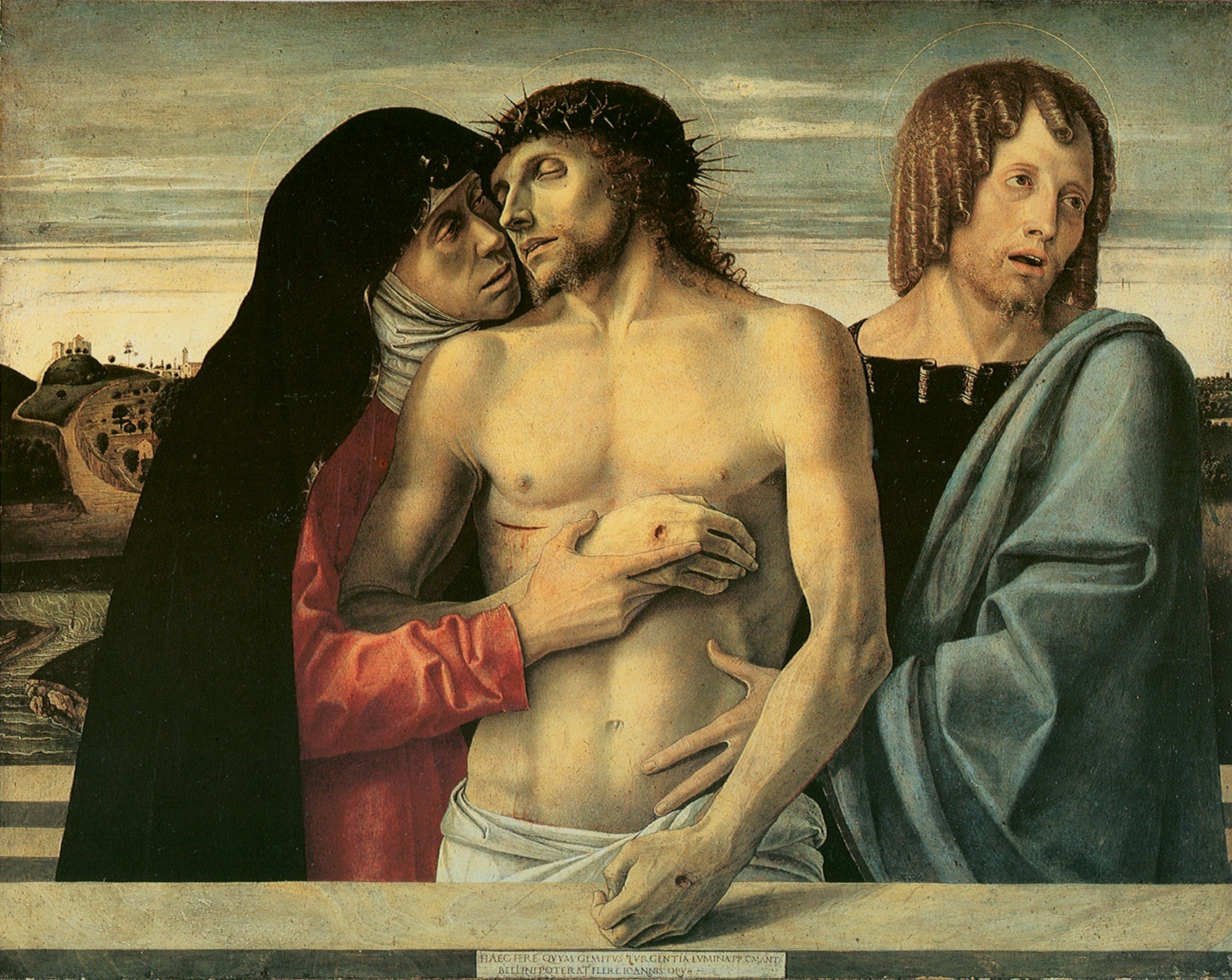
Пьета. Ок. 1460. Дерево, темпера. Пинакотека Брера, Милан

К середине 1460-х годов Джованни стал известным мастером и начал получать престижные заказы. Между 1460 и 1464 годами он участвовал в создании алтарей для церкви Санта-Мария-делла-Карита. Эта церковь в середине XV века была перестроена, и для четырёх фамильных алтарей Беллини были заказаны четыре триптиха: «Триптих Святого Лаврентия», «Триптих Святого Себастьяна», «Триптих Мадонны» и «Триптих Рождества». Ныне все они хранятся в Галерее Академии в Венеции. Исследователи считают, что по большей части эти алтари писали другие художники, а Джованни мог принадлежать сам замысел. Не вызывает сомнений только «Триптих Святого Себастьяна», который считается работой, целиком выполненной рукой Джованни Беллини.
Следующее крупное произведение мастера — «Полиптих Святого Винченцо Феррера» из венецианской церкви Санти-Джованни-э-Паоло. Сооружение алтаря Святого Винченцо началось в январе 1464 года, об этом сохранилась расписка, выданная неким Ольрикусом да Арджентина тогдашнему настоятелю церкви Джованни да Мерано, в получении денег «pro fabrica altaris Sancti Vincentii» (для сооружения алтаря святого Винченцо). Вероятно, живописные работы последовали сразу за этим. Святой Винченцо Феррер был видным испанским деятелем доминиканского ордена. Он известен как талантливый полемист, страстный проповедник, духовник, а затем и яростный противник папы Бенедикта XIII. В 1455 году Винченцо был канонизирован, вслед за этим орден был озабочен повсеместным утверждением его культа.
Беллини написал полиптих, состоящий из девяти картин. Они расположены в три регистра (яруса). В верхнем — «Пьета» и две картины «Благовещения»; в среднем — «Святой Винченцо Феррер» в центре, по сторонам от него, — святые Христофор и Себастьян; в нижнем регистре — три пределлы со сценами пяти чудес, сотворённых святым Винченцо: «Винченцо спасает утонувшую и воскрешает погребённых под развалинами», «Винченцо испепеляет силой слова тела мужчины и женщины, виновных в преступлении и спасает их души», «Винченцо воскрешает младенца и освобождает пленников». По мнению исследователей, в изображении чудес святого художнику ассистировал один из его помощников Лодовико Падовано.
«Голова Иоанна Крестителя» (Городской музей, Пезаро) и «Мёртвый Христос, поддерживаемый двумя ангелами» (Берлинская картинная галерея) схожи с «Полиптихом Святого Винченцо Феррера» способом наложения красок и экспрессией. С течением времени, к 1470-м годам, живопись Беллини делается менее драматичной, более мягкой и трогательной. Эта тенденция нашла отражение в алтаре из Пезаро «Коронование Марии», о датировке которого до настоящего времени существуют споры. Разные исследователи относят его создание к 1465—1470-м годам, к 1470—1475-м, и даже к 1480 году. Столь же разнятся мнения относительно повода, по которому был создан этот алтарь. По одной версии, решение о его создании было принято по случаю взятия в 1463 году крепости Градары войсками Пезаро (о чём может свидетельствовать пейзаж с множеством башен и крепостью), по другой версии поводом для выполнения алтаря могло быть бракосочетание синьора города с Камиллой Арагонской, состоявшееся в 1474 году. В любом случае исследователи видят в алтаре политико-религиозный подтекст, связывая пезарского святого — Теренция, и святого Георгия, изображённых в пределлах алтаря, с желанием прославить гражданскую и военную власть правителей Пезаро — герцогского рода Сфорца. Кроме очевидного влияния Мантеньи, исследователи отмечают в живописи алтаря следы знакомства Беллини с работами Пьеро делла Франческа, однако, где он мог их видеть остаётся неясным.
Как и в случае с многими произведениями его брата Джентиле того периода, многие из шедевров Джованни ныне не существуют. Так самый знаменитый алтарный образ, написанный темперой для капеллы церкви Санти-Джованни-э-Паоло, погиб вместе с «Петром-мучеником» Тициана и «Распятием» Тинторетто в катастрофическом пожаре церкви 1867 года.

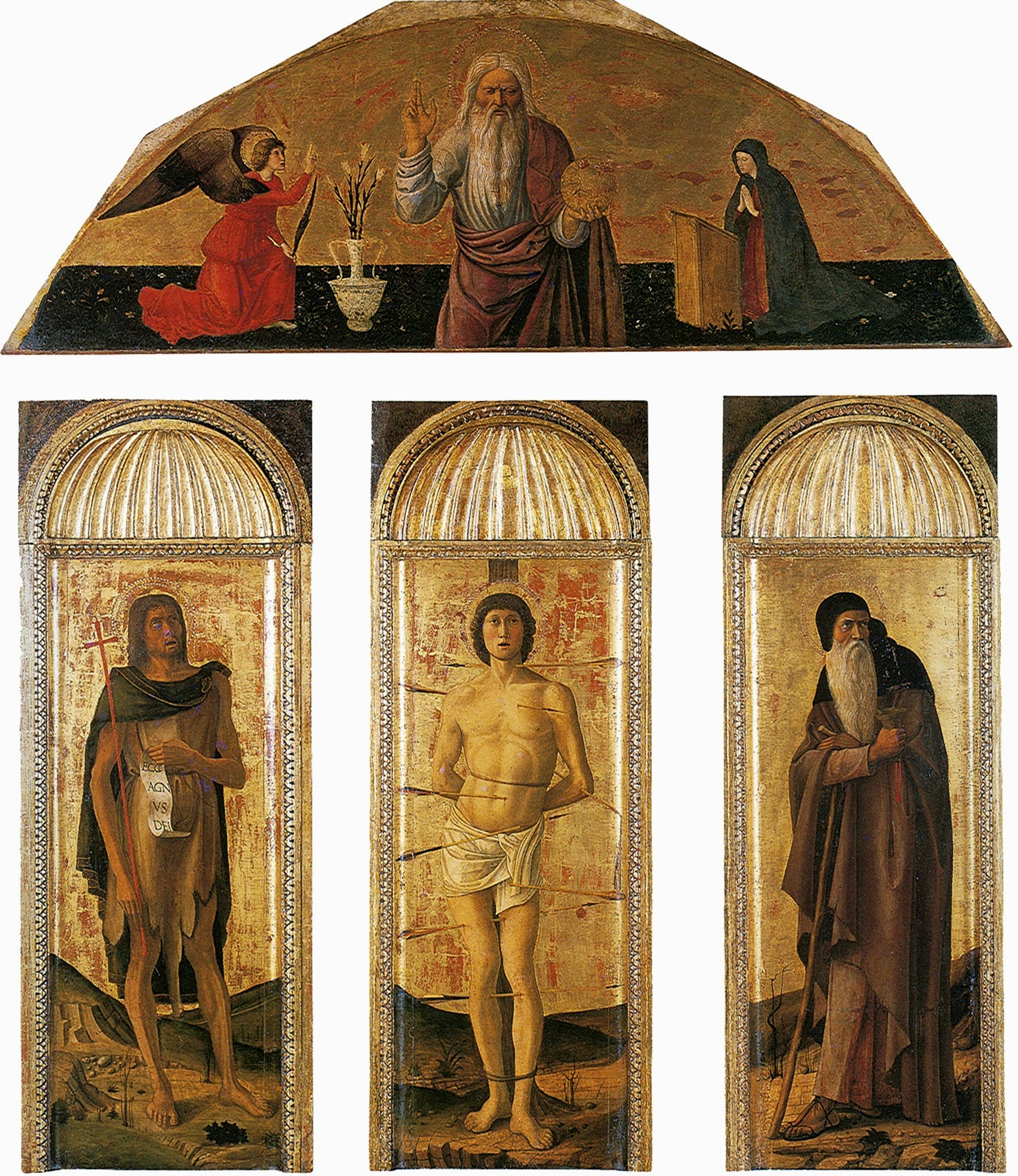
Триптих Святого Себастьяна. Между 1464 и 1470. Дерево, темпера, золочение. Галерея Академии, Венеция
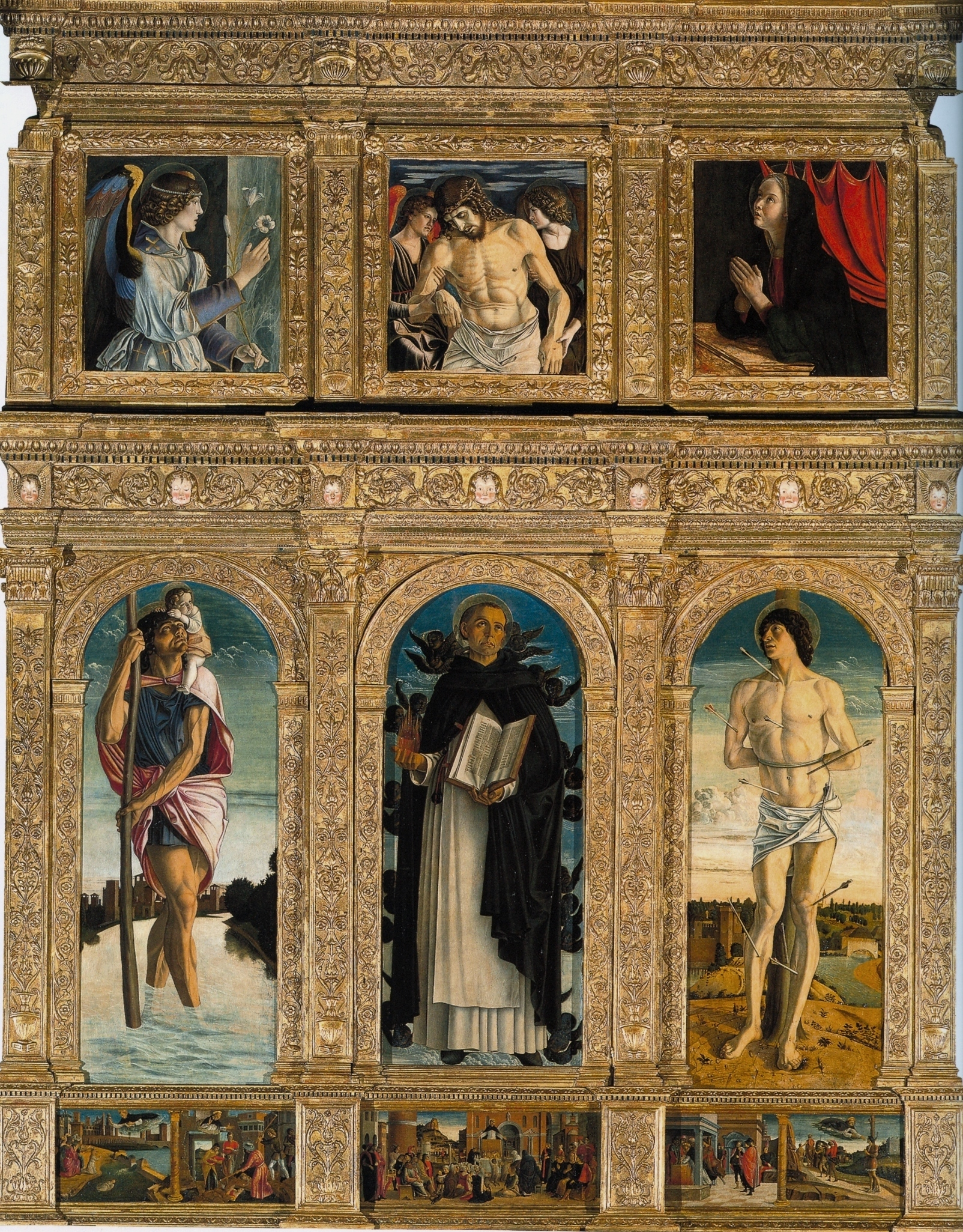
Полиптих Святого Винченцо Феррера. Между 1465 и 1475. Дерево, темпера, масло. золочение. Церковь Санти-Джованни-э-Паоло, Венеция
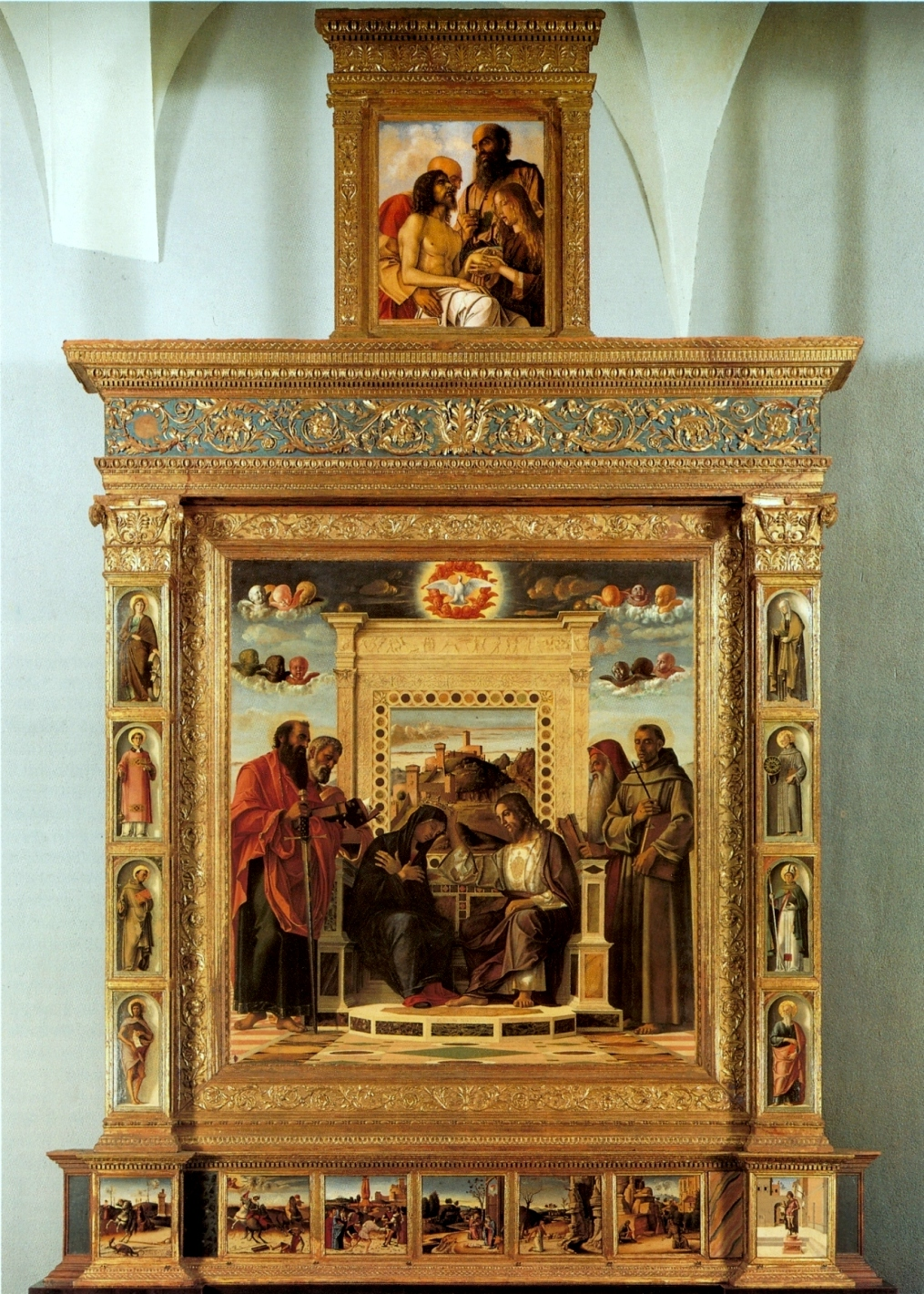
Алтарь Пезаро. Общий вид. Между 1470 и 1480. Дерево, темпера, золочение. Муниципальный музей, Пезаро
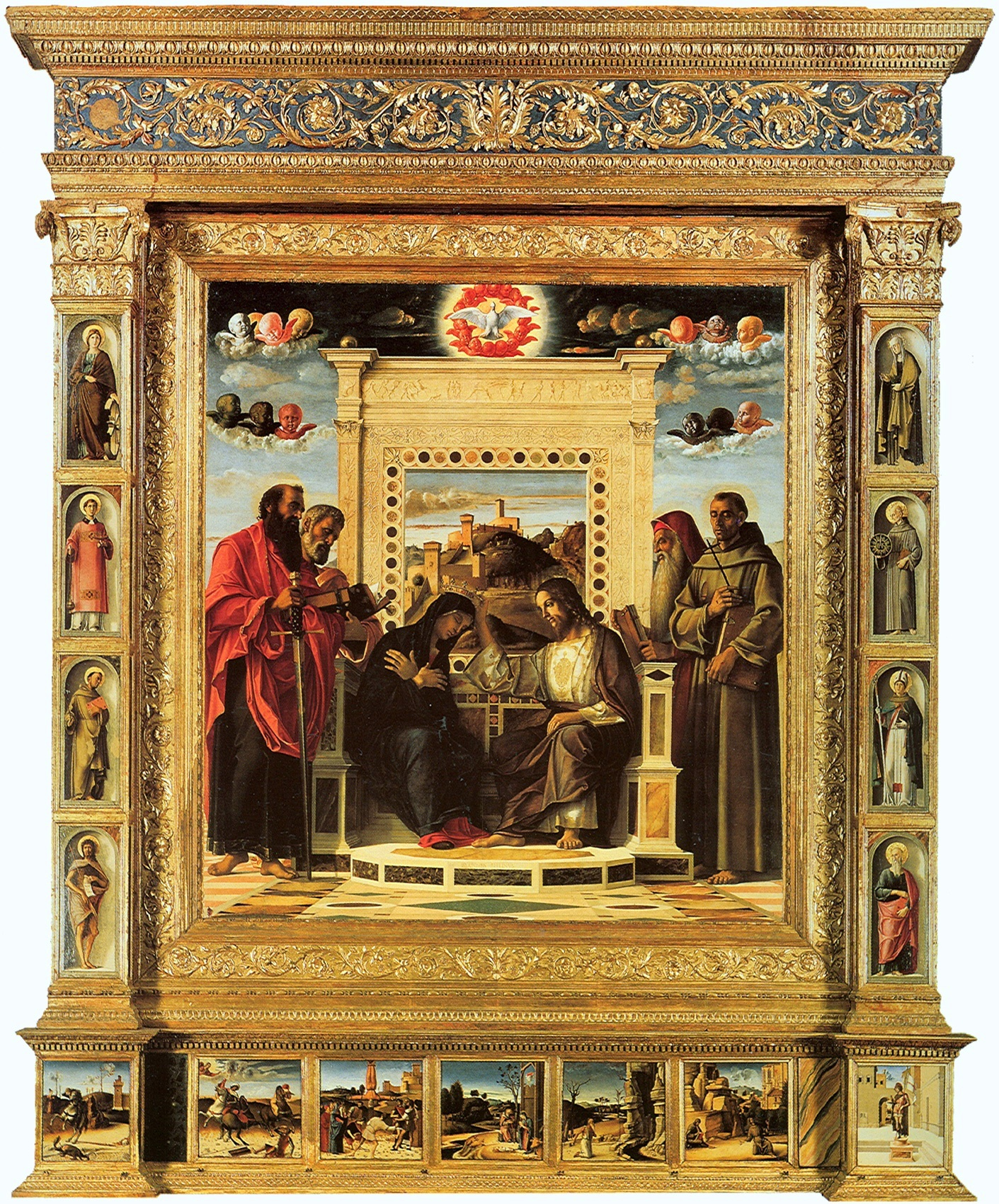
Коронование Марии. Центральная створка Алтаря Пезаро. Между 1470 и 1480. Дерево, темпера, золочение. Муниципальный музей, Пезаро
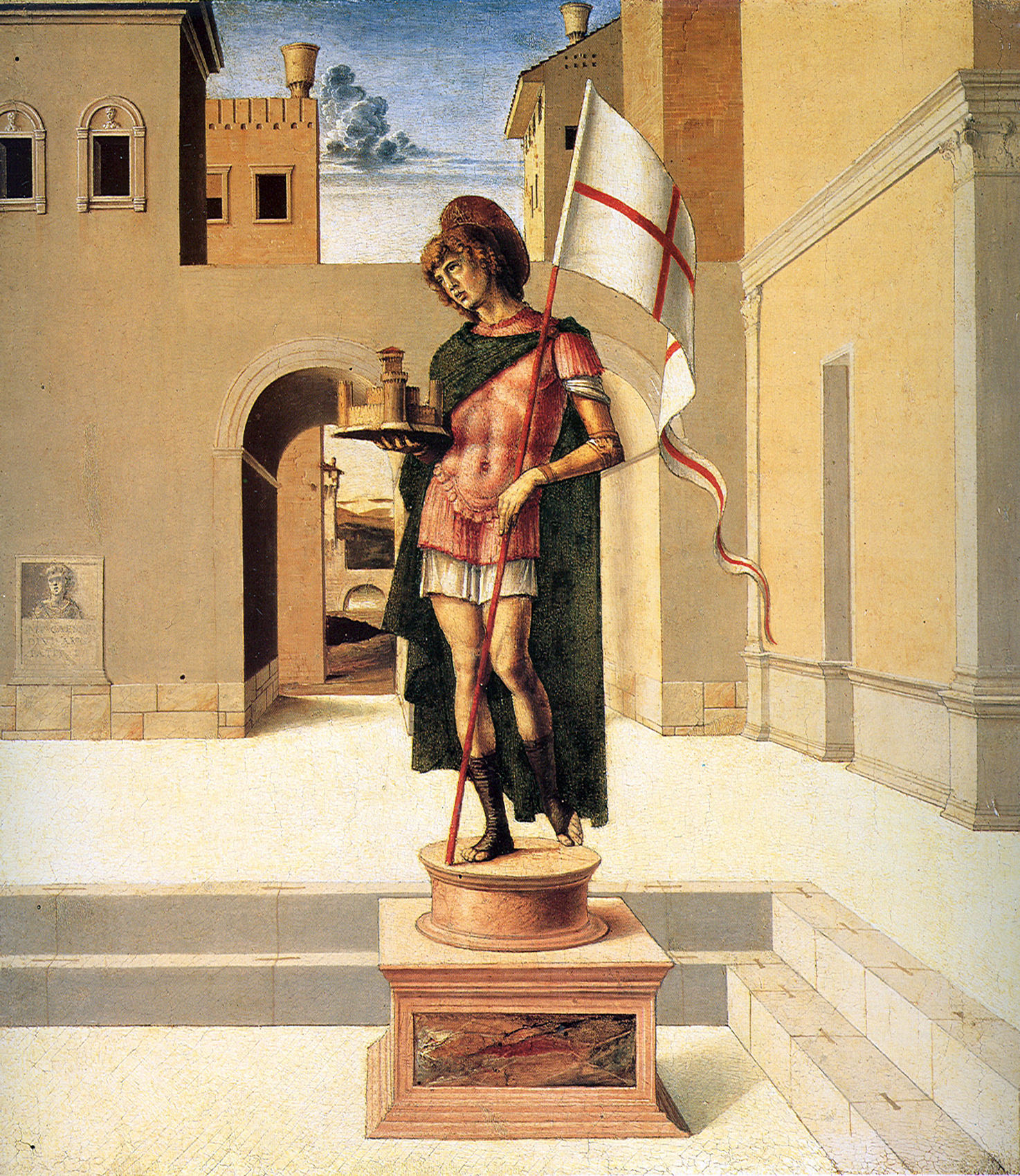
Святой Теренций. Деталь пределлы Алтаря Пезаро
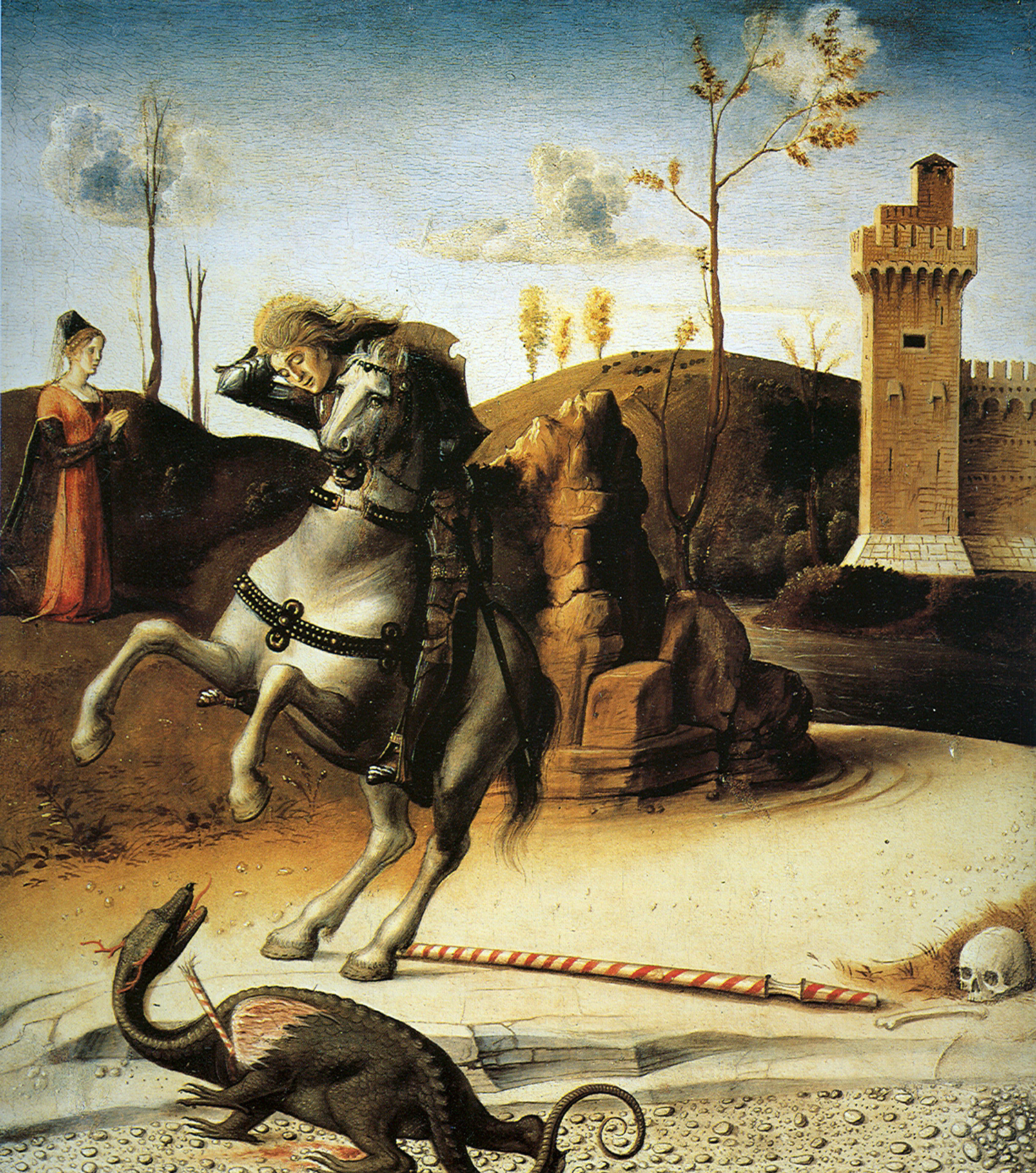
Святой Георгий. Деталь пределлы Алтаря Пезаро

Столь же разнятся мнения относительно повода, по которому был создан этот алтарь. По одной версии, решение о его создании было принято по случаю взятия в 1463 году крепости Градары войсками Пезаро (о чём может свидетельствовать пейзаж с множеством башен и крепостью), по другой версии поводом для выполнения алтаря могло быть бракосочетание синьора города с Камиллой Арагонской, состоявшееся в 1474 году. В любом случае исследователи видят в алтаре политико-религиозный подтекст, связывая пезарского святого — Теренция, и святого Георгия, изображённых в пределлах алтаря, с желанием прославить гражданскую и военную власть правителей Пезаро — герцогского рода Сфорца. Кроме очевидного влияния Мантеньи, исследователи отмечают в живописи алтаря следы знакомства Беллини с работами Пьеро делла Франческа, однако, где он мог их видеть остаётся неясным.
После 1479 года значительная часть времени и энергии Джованни Беллини уходила на выполнение его обязанностей хранителя картин в большом зале Дворца дожей.

## Джованни Беллини и Антонелло да Мессина

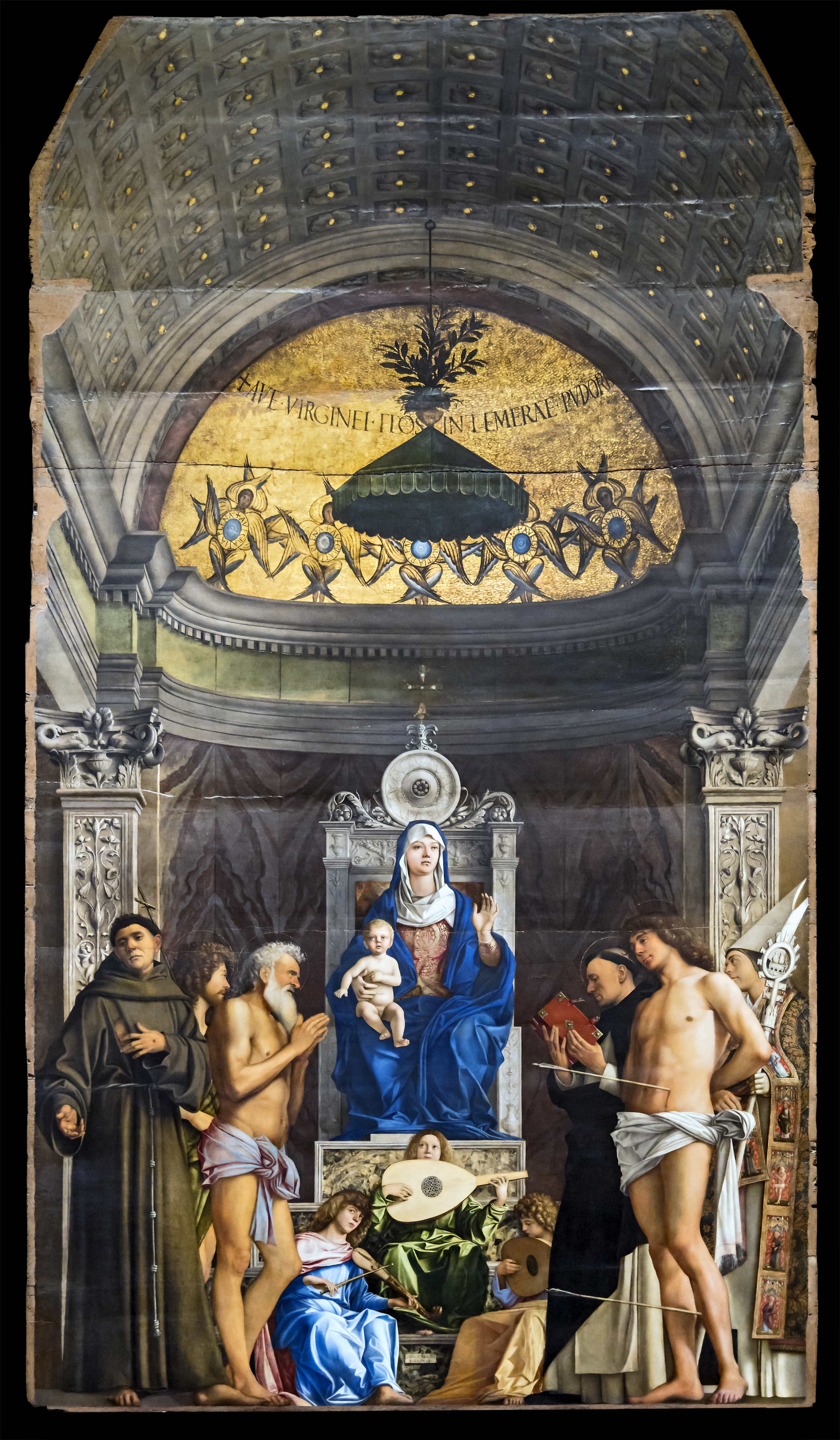
Алтарь Сан-Джоббе. Святое собеседование: Мадонна с Младенцем на троне, музицирующие ангелы и святые Франциск, Иоанн Креститель, Иов, Доминик, Себастьян и Людовик Тулузский. Ок. 1487. Дерево, масло. Венеция, Галерея Академии

Многие последующие произведения Джованни Беллини выполнены с применением техники работы маслом, что свидетельствует о знакомстве Беллини с приёмами, которые привил венецианской живописи Антонелло да Мессина, прибывший в город в 1475 году.
Приезд в Венецию Антонелло да Мессины, создавшего в этом городе алтарный образ для церкви Сан-Кассиано, способствовал серьёзному повороту в искусстве Венеции второй половины XV века. Созданный им алтарь, сохранившийся во фрагментарном виде (Музей истории искусств, Вена),

 соединил традиции Северного Возрождения и «натурального стиля» в живописи «арс нова» нидерландской школы, усиленный мощной светотенью и тончайшими лессировками самого Антонелло с романтическим пантеизмом беллиниевских пейзажей и его «задумчивых мадонн», вышедших из традиций итало-критской школы
В 1475 году Антонелло встречался с Джованни Беллини в Венеции. Около 1480 года Беллини написал образ «Мадонны с Младенцем и шестью святыми» для алтаря венецианской церкви Сан-Джоббе (Святого Иова), который стал одним из наиболее известных его произведений. Этот францисканский храм заказал алтарный образ в знак благодарности святым Иову и Себастьяну за избавление Венеции от эпидемии чумы, и в качестве прославления Девы Марии — защитницы Венеции (а также в связи с утверждением францисканской редакции над доминиканской по поводу догмата о Непорочном зачатии). На алтаре вокруг трона Мадонны художник изобразил святых Франциска, Иоанна Крестителя, Иова, Доминика, Себастьяна и Людовика Тулузского. Беллини вписал этот алтарный образ в архитектуру храма таким образом, что он создавал иллюзию продолжения храмового пространства. Колорит картины обыгрывает отблески полукруглой ниши апсиды, этому же способствует и мягкая моделировка форм, словно бы окутанная лёгкой дымкой, отчасти почерпнутая у Антонелло.
«Мадонна с Младенцем» из Академии Каррара, Бергамо, написанная в 1483 году, отличается особенным чувством умиротворённости. Детали в изображении «Мадонн» в итальянском искусстве никогда не были случайными, в частности, элементы пейзажа являлись эмблематическими знаками Мадонны, которые находились в согласии с атрибутами, приписываемыми ей в гимнах, аналектах и хвалебных песнопениях (лаудах). Они имели множество оттенков, которые со скрытым смыслом варьировали живописцы.

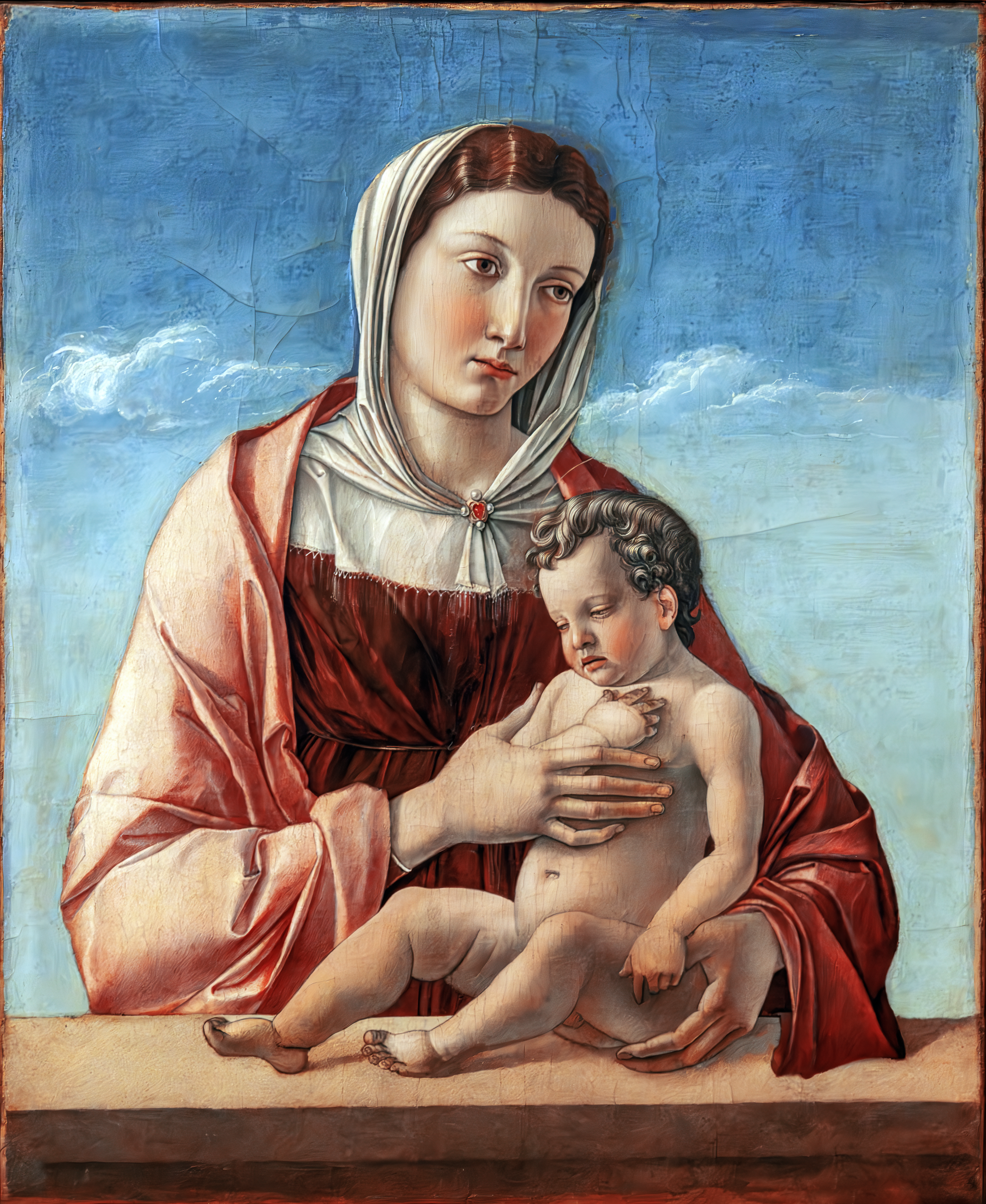
Мадонна с Младенцем. Между 1470 и 1475. Дерево, темпера. Музей Коррер, Венеция
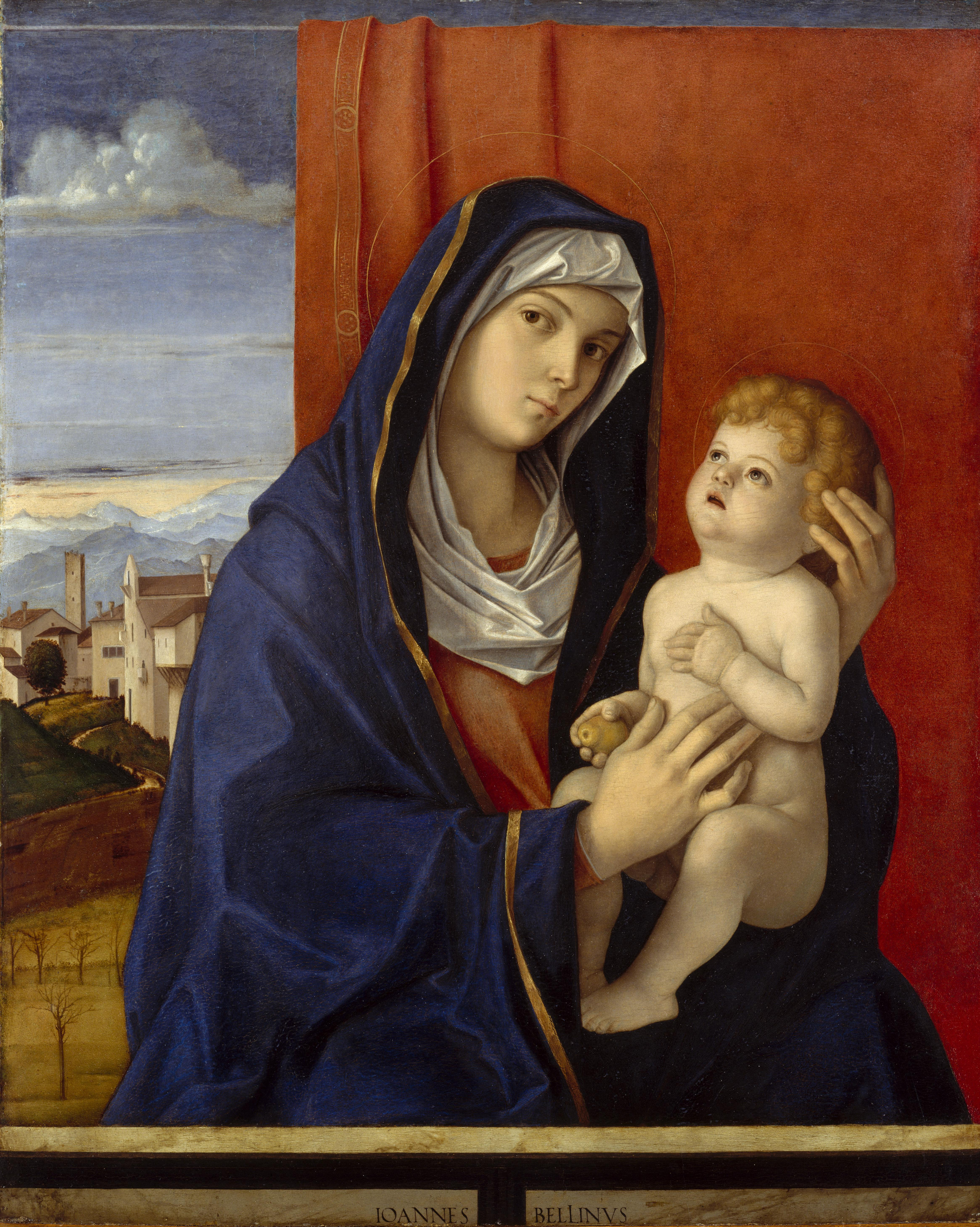
Беллини. Мадонна с Младенцем. Между 1485 и 1490. Дерево, масло. Метрополитен-музей, Нью-Йорк
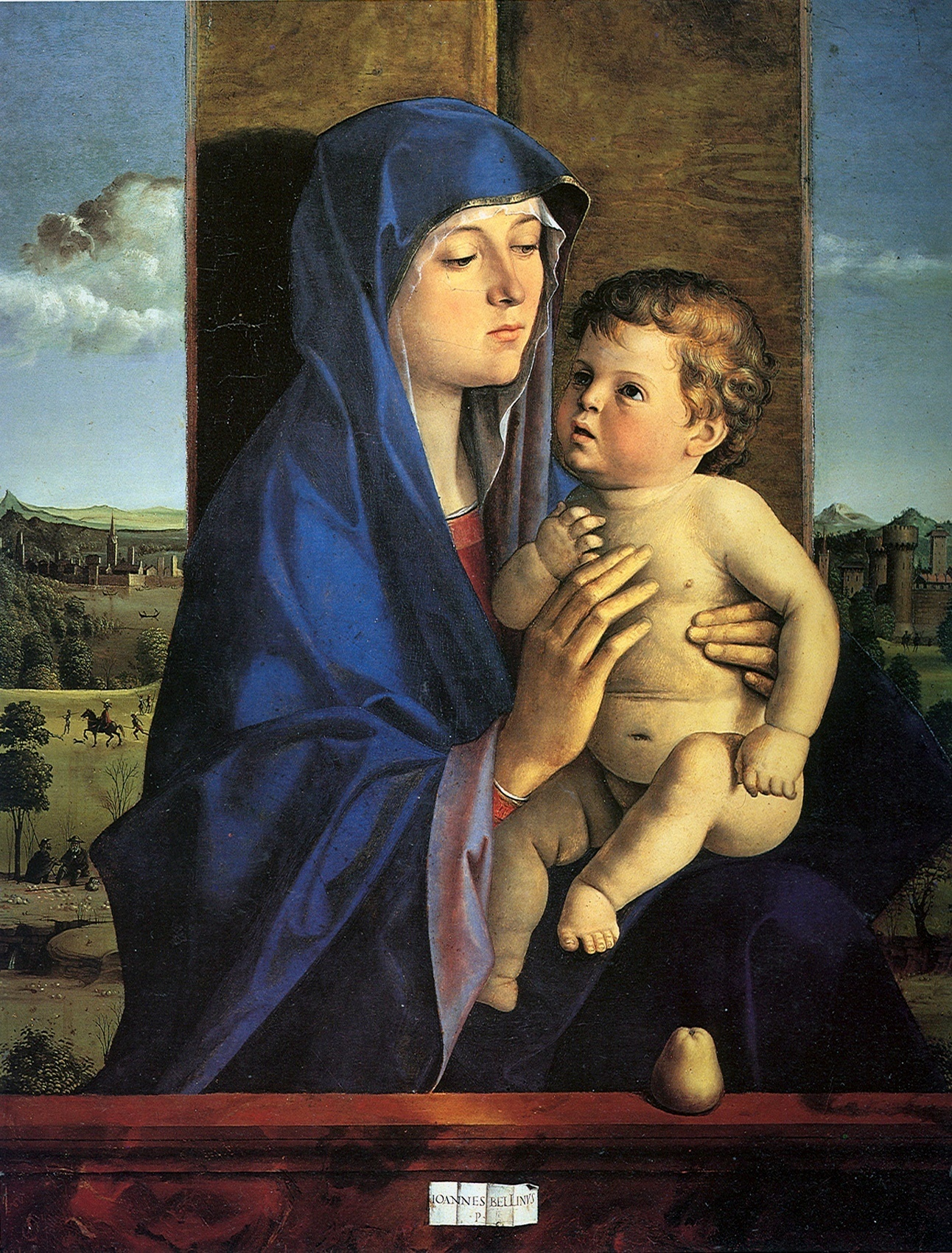
Беллини. Мадонна с Младенцем. Между 1485 и 1487. Дерево, масло. Академия Каррара, Бергамо
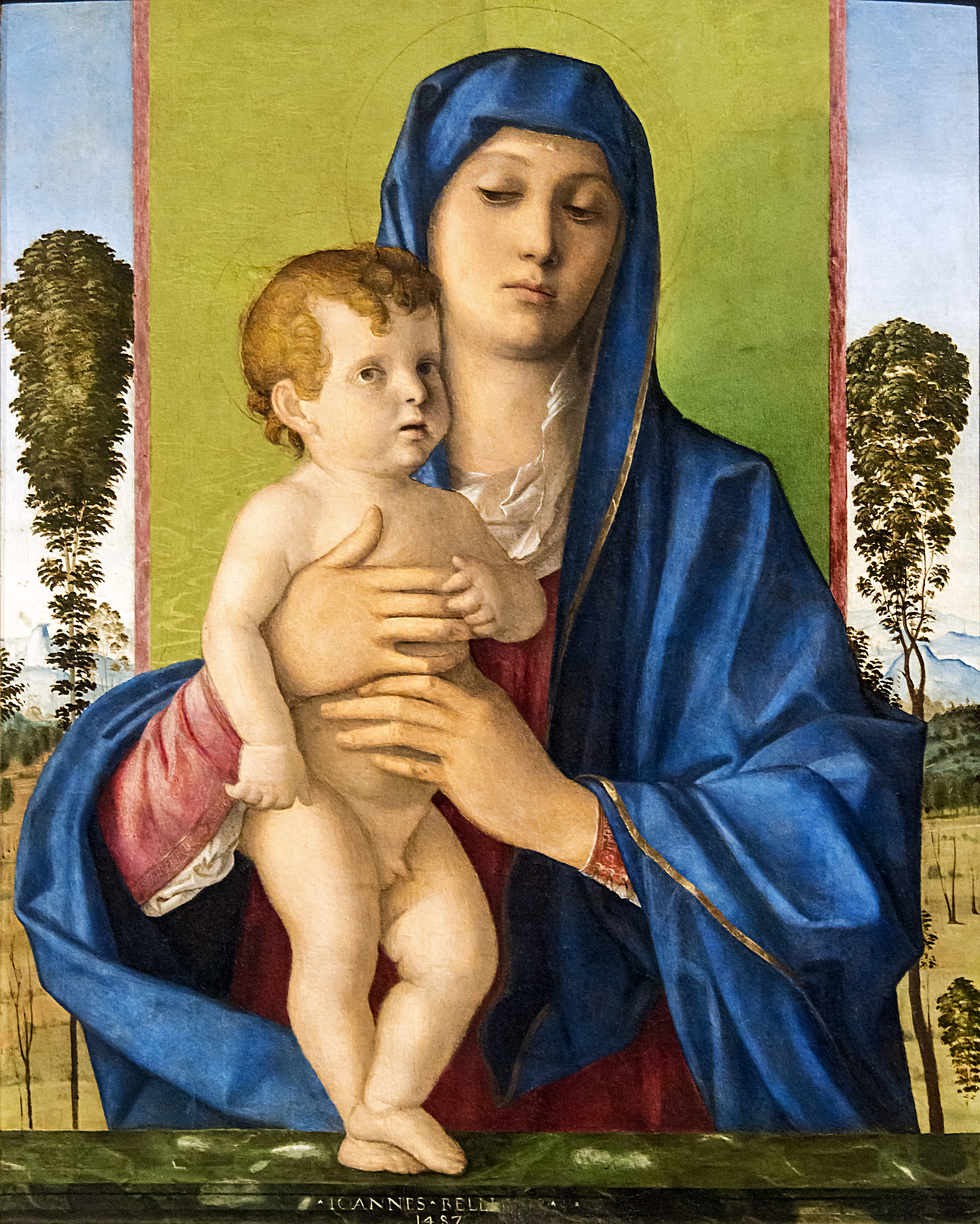
Мадонна Альберетти. 1487. Дерево, масло. Галерея Академии, Венеция
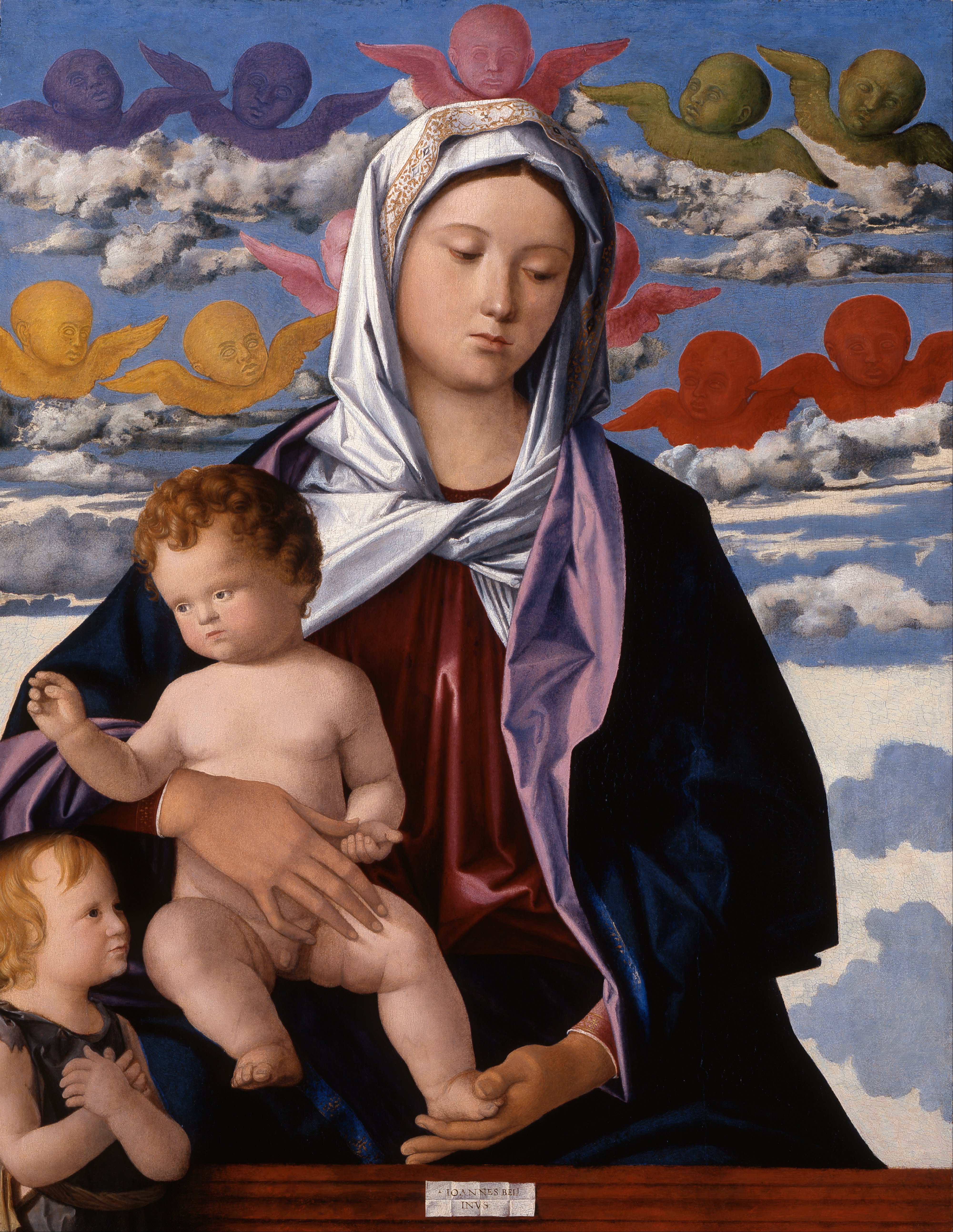
Мадонна с Младенцем и Иоанном Крестителем. Между 1490 и 1500. Дерево, темпера, масло. Художественный музей Индианаполиса, США

## Беллини и Мантенья
Влияние Андреа Мантеньи можно проследить в нескольких известных произведениях Беллини. К ним относится, например, «Распятие» из музея Коррер в Венеции, ранее находившееся в церкви Сан-Сальваторе, датировка которого точно не установлена. В картине ощущается особенная напряжённость, усиленная необычным пейзажем дальнего плана. Ранее это произведение приписывали Эрколе де Роберти. В другой работе: «Преображение» из музея Коррер композиция представляет ветхозаветных пророков Илию и Моисея рядом с Христом на горе Фавор, а внизу — поражённых случившимся апостолов Петра, Иакова и Иоанна. Картина долгое время считалась работой Мантеньи, настолько близки были в тот период манеры работы двух художников. Ещё одна картина «Преображение», значительно более поздняя, хранится в музее Каподимонте в Неаполе. На ней есть подпись: Ioannes Belli/nus me pinxit. Картина датируется 1490—1495 годами.
Для понимания близости творческого метода двух художников наиболее показательными произведениями являются «Моление о чаше» (Национальная галерея, Лондон), и «Принесение Христа в храм» (Фонд Кверини Стампалья, Венеция). «Моление о чаше» схоже с аналогичной работой Мантеньи из той же галереи, и ранее ему приписывали обе картины. В картине можно видеть застылую, мертвенную атмосферу и голый, почти лишённый растительности пейзаж, вызывающие ощущение, что время остановилось. Исследования показали, что большая часть пейзажного фона была позаимствована Джованни Беллини из записной книжки с рисунками своего отца — Якопо Беллини.
К периоду влияния Мантеньи относят также «Благословляющего Христа» из Лувра, Париж, который был выполнен вскоре после 1460 года, и замечательную «Пьету» из Галереи Брера, Милан. В последней работе Беллини изобразил мёртвого Христа у парапета, фигуру которого поддерживают Мадонна и Иоанн. На парапете художник сделал латинскую надпись HAEC FERE QUUM GEMITUS TURGENTIA LUMINA PROMANT / BELLINI POTERAT FLERE JOANNIS OPUS (Когда эти опухшие очи вызовут стоны, творение Джованни Беллини сможет исторгнуть слёзы). Исследователи отмечают, что эти слова, взятые из первой книги «Элегий» Секст Проперций Секста Проперция, свидетельствуют об образованности и интеллекте художника.

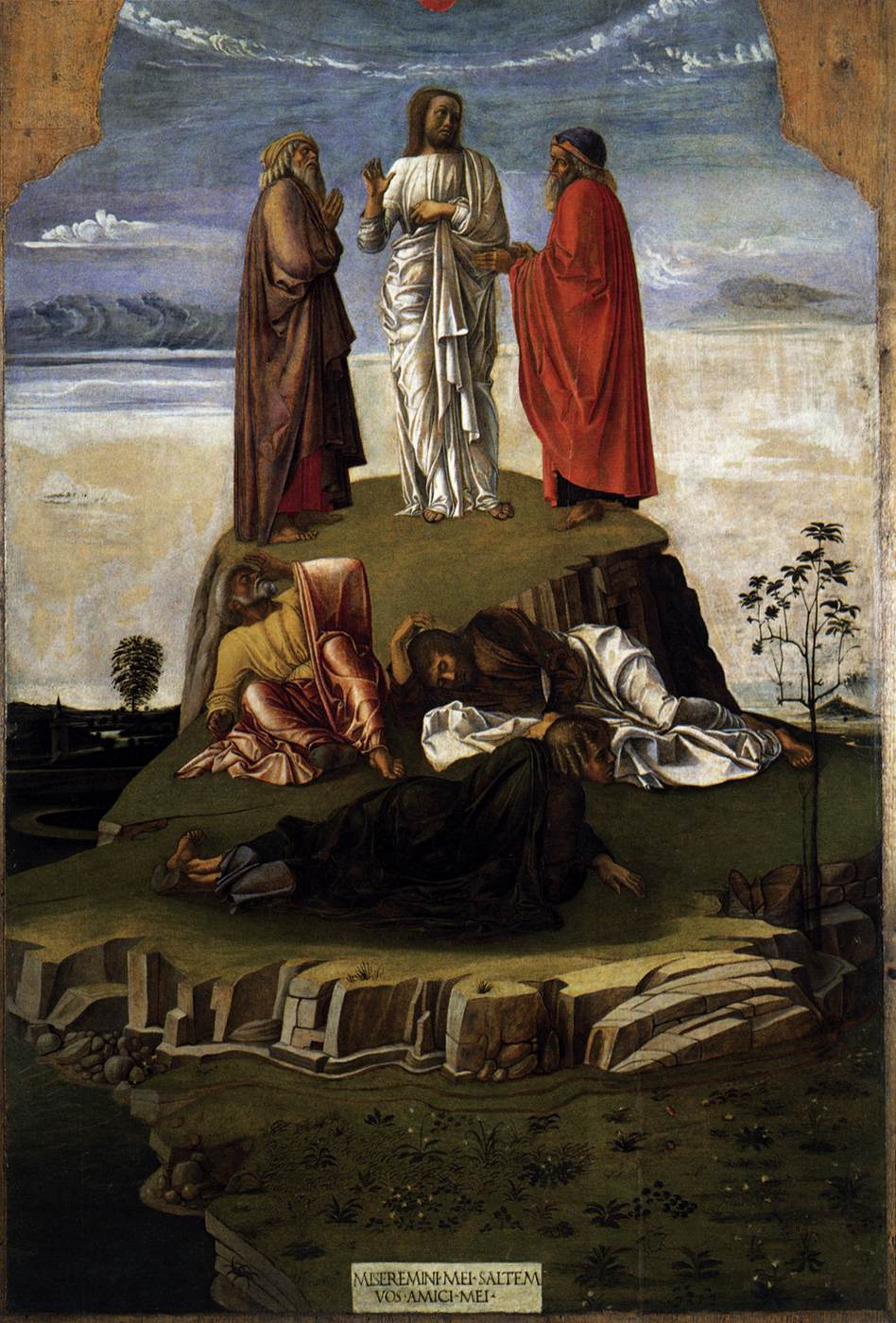
Преображение. Ок. 1455. Дерево, темпера. Венеция, Музей Коррер
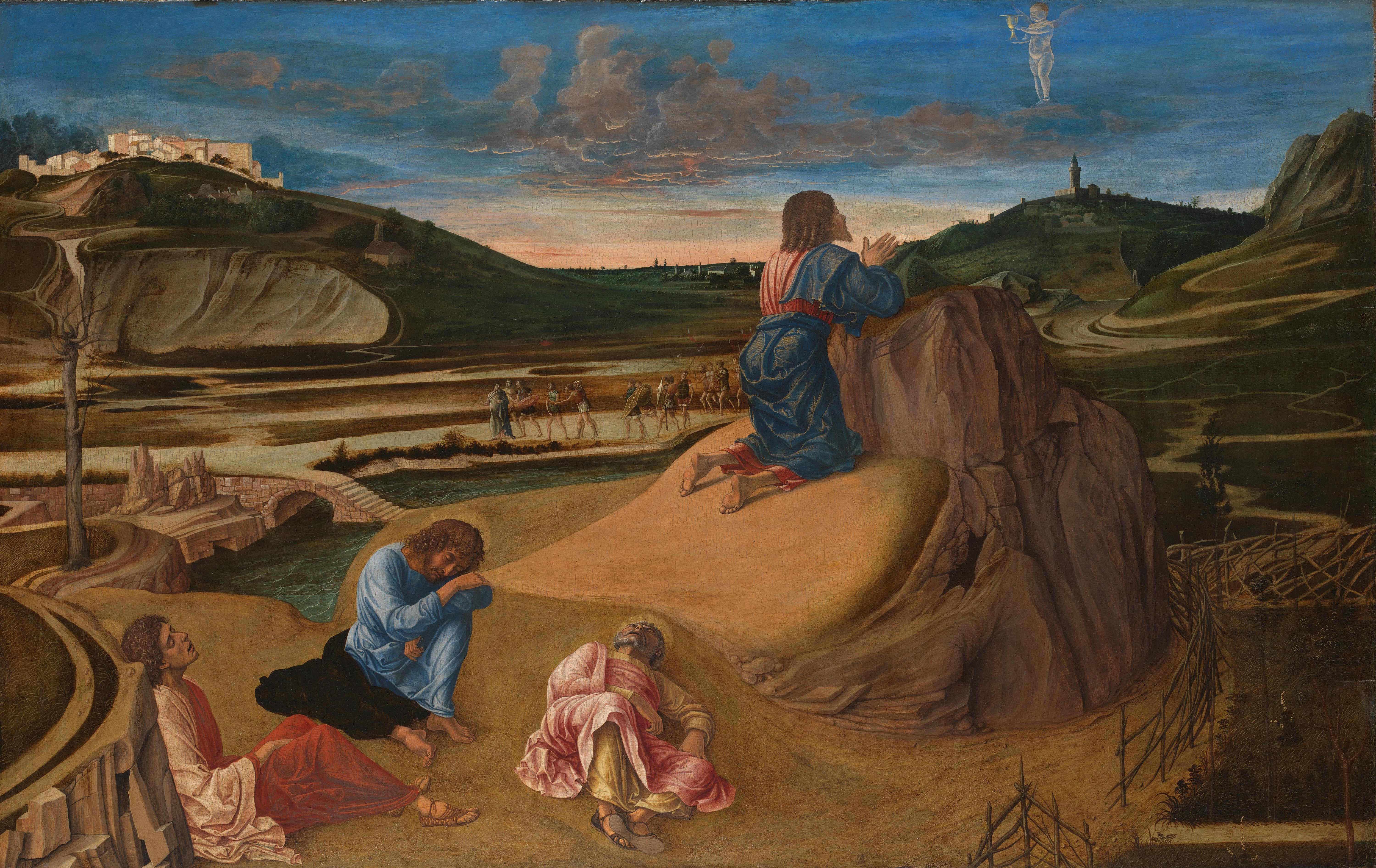
Моление о чаше. Ок.1455. Дерево, темпера. Национальная галерея, Лондон
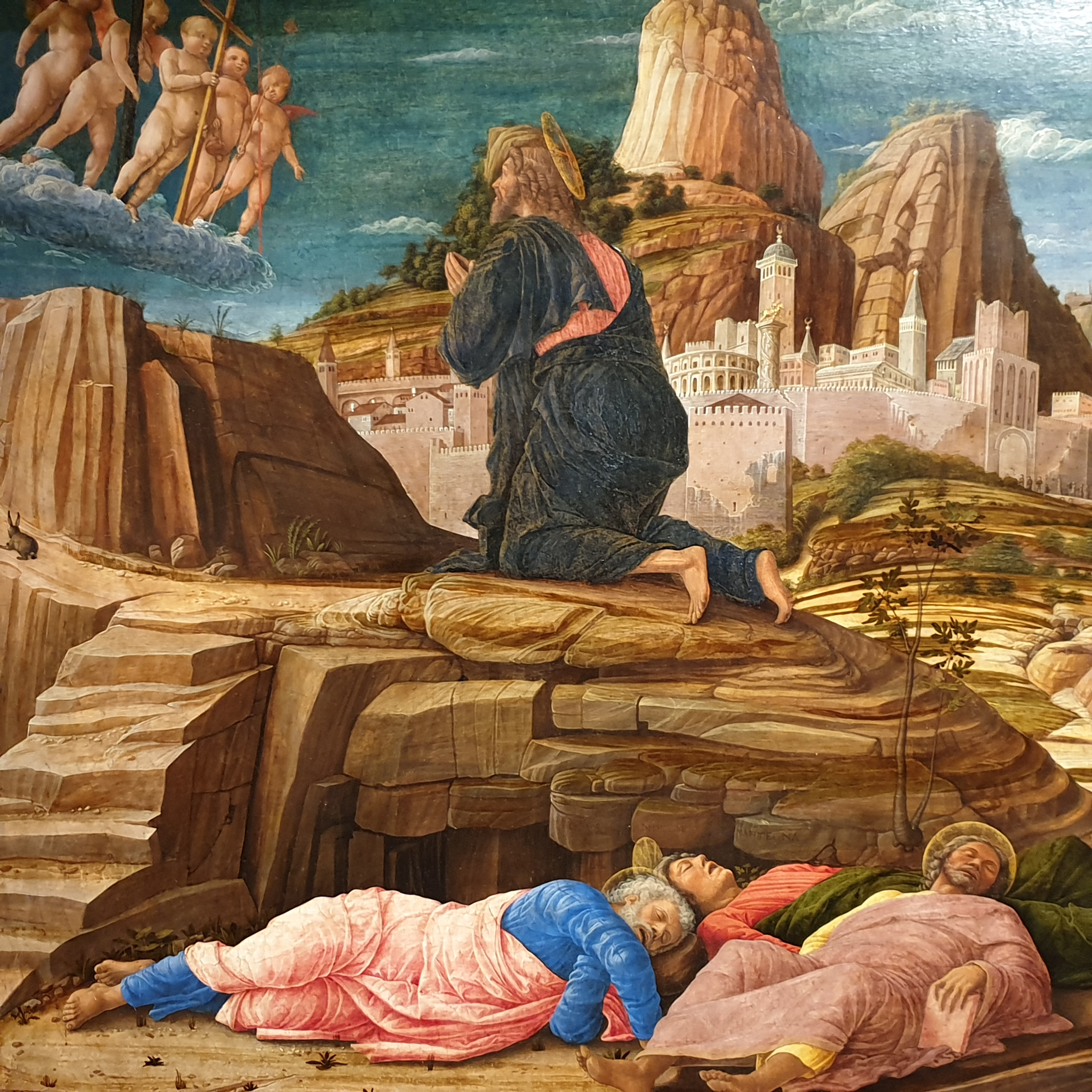
А. Мантенья. Моление о чаше. Ок.1455. Дерево, темпера. Национальная галерея, Лондон
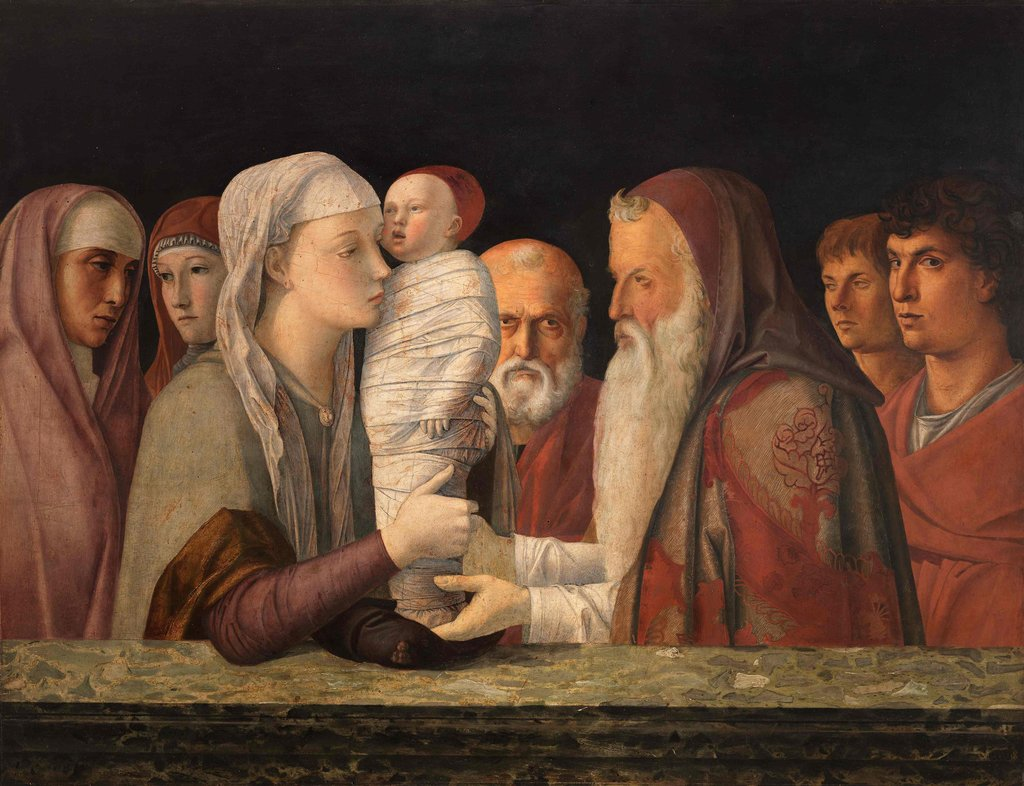
Принесение Христа в храм. 1460-е. Дерево, темпера. Фонд Кверини Стампалья, Венеция
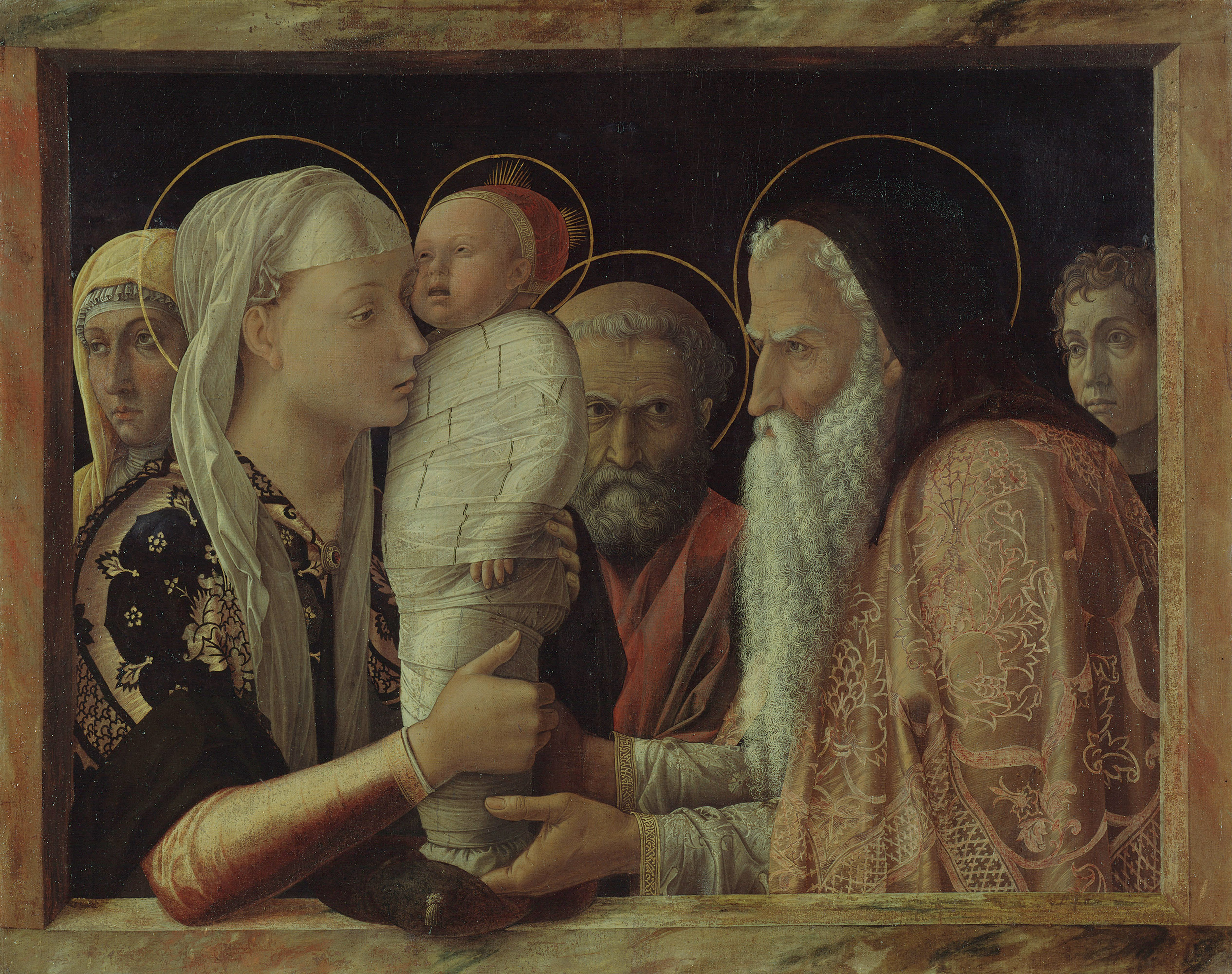
А. Мантенья. Принесение во храм. Между 1444 и 1464. Холст, темпера. Берлинская картинная галерея

## Зрелые годы
К 1485 году относится свидетельство, что Джованни Беллини был женат на женщине по имени Джиневра. Судя по завещанию сына Беллини, она умерла в 1498 году. Однако в нотариальных архивах сохранилось завещание некой Марии, которая именует себя «вдовой живописца Джованни Беллини», из чего часть исследователей сделала вывод, что после смерти супруги Беллини женился вторично.

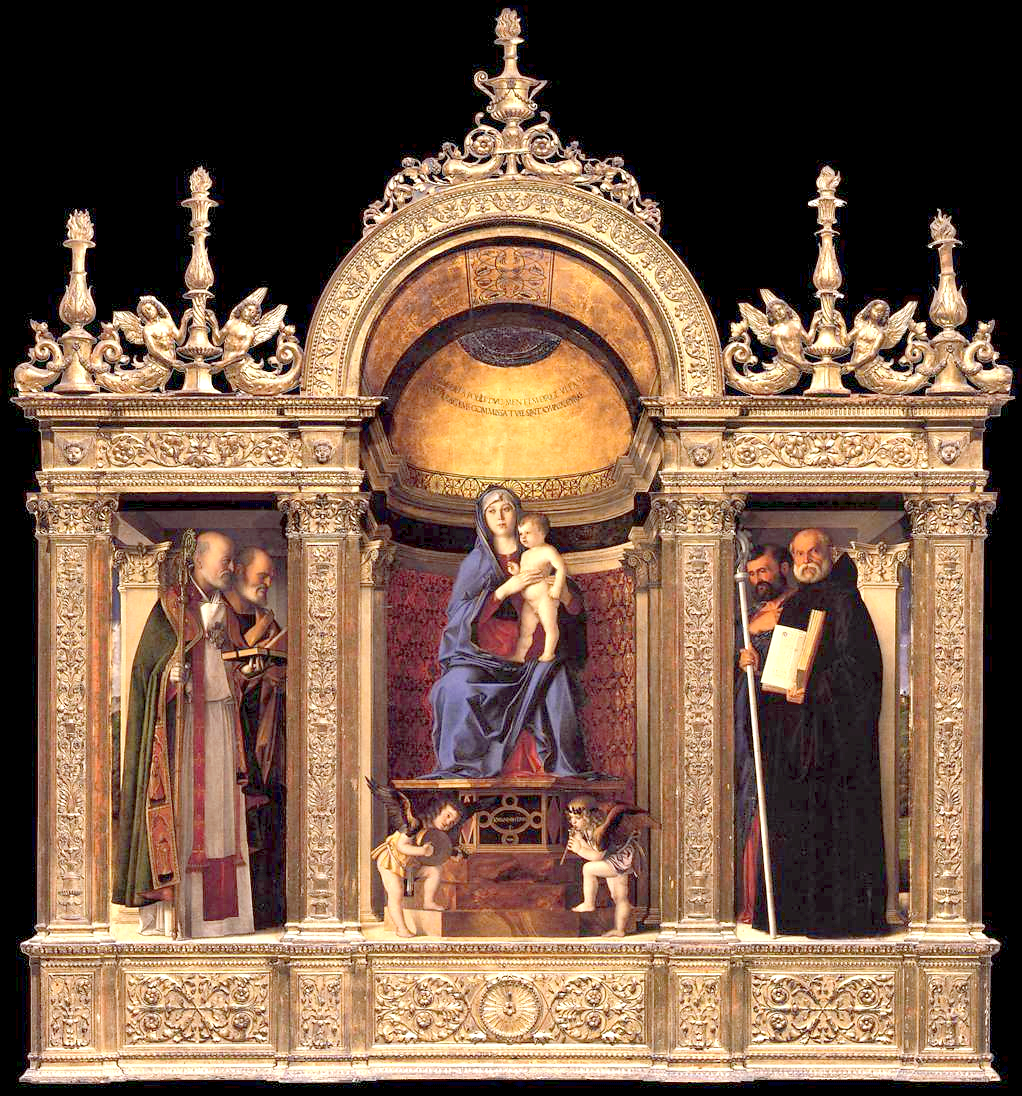
Беллини. Триптих Фрари. 1488. Дерево, масло. Церковь Санта-Мария-Глорьоза-дей-Фрари, Венеция

Следующей крупной работой художника является триптих из венецианской церкви Санта-Мария-Глорьоза-дей-Фрари. На нём художник изобразил в центре Мадонну с Младенцем на троне, слева — святых Николая и Петра, справа — святых Марка и Бенедикта. На картине есть подпись художника и дата: 1488 год. На позолоченной конхе апсиды над головой Мадонны помещена надпись «Janua certa poli duc mentem dirige vitam: quae peragam commissa tuae sint omnia curae» (Надёжные врата неба, руководи разумом, управляй жизнью: пусть всё, что я делаю, будет вверено Твоему попечению). Исследователи отмечают, что в сравнении с алтарём Сан-Джоббе, эта работа выглядит несколько архаично, однако, возможно, такова была воля заказчика.

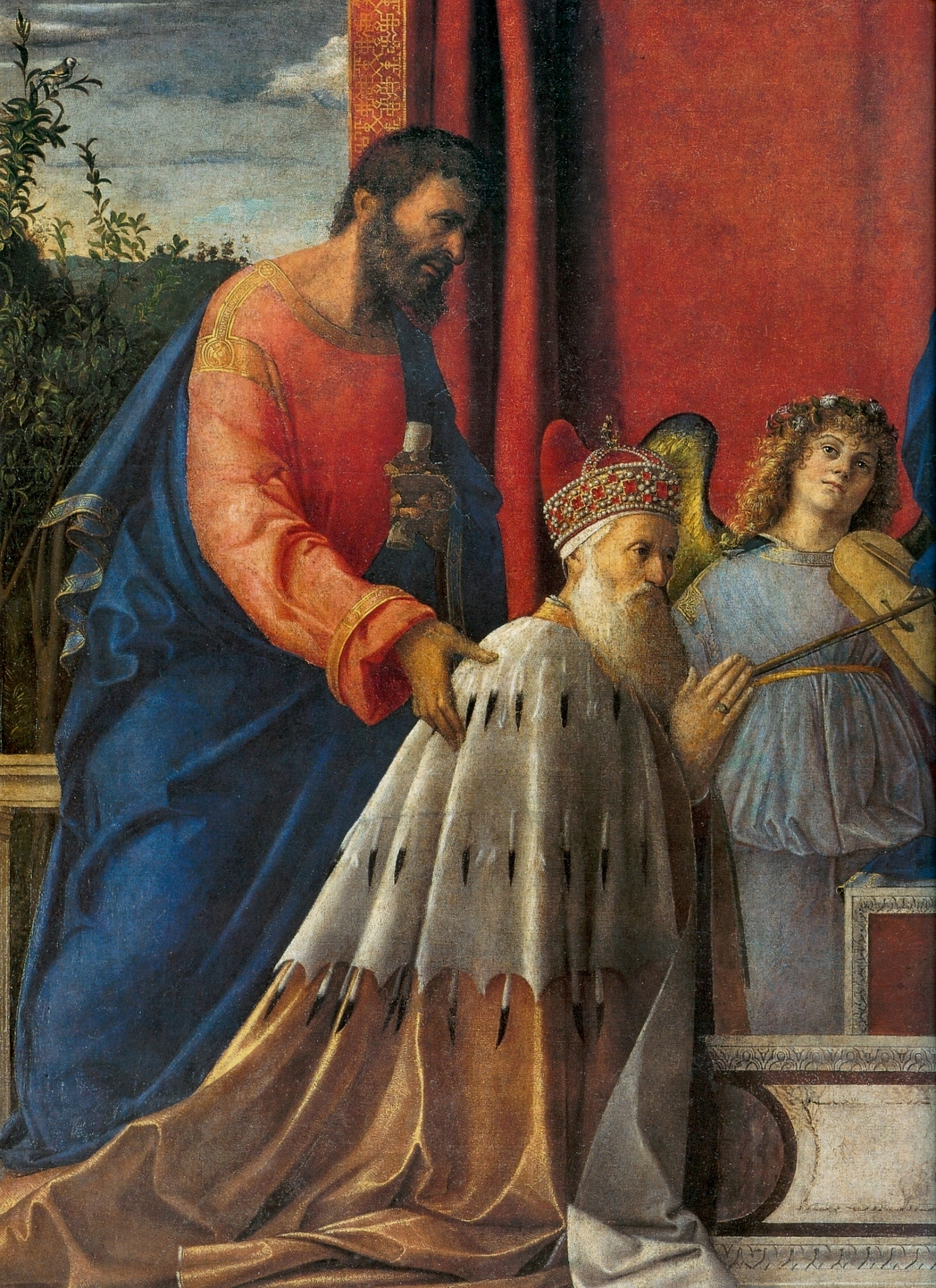
Дж. Беллини. Св. Марк представляет Агостино Барбариго. Деталь картины «Мадонна с Младенцем, святыми Марком, Августином и коленопреклонённым Агостино Барбариго». Церковь Сан-Пьетро-Мартире, о. Мурано

Этим же 1488 годом датируется «Мадонна с Младенцем, святыми Марком и Августином и коленопреклонённым Агостино Барбариго» из церкви Сан-Пьетро Мартире на острове Мурано (на ней есть подпись художника и дата). Заказчик картины Агостино Барбариго был братом венецианского дожа Марко Барбариго, которого он сменил в этой должности после его смерти. Однако многие считали Агостино виновником смерти брата, поскольку она случилась после их ссоры из-за политических разногласий. В первые годы своего правления Агостино делал множество крупных заказов на художественные и строительные работы. Алтарная картина Беллини была одной из них; она была размещена на почётном месте в главном зале семейного дворца и являлась как бы знаком искупления морального долга перед братом. На ней можно видеть, как Святой Марк (покровитель брата) представляет Мадонне дожа Агостино. Исследователи считают произведение поворотным пунктом в творчестве Беллини, поскольку оно является первым опытом мастера в области так называемой «тональной живописи», которая станет основой творчества Джорджоне и других позднейших венецианских мастеров.
Параллельно с религиозной живописью Беллини с 1470-х годов писал портреты. Они немногочисленны, но значительны по результатам. Исследователи видят в них несомненное влияние Антонелло да Мессины, который был замечательным мастером этого жанра. Самый ранний портрет Беллини имеет дату 1474 год, это «Портрет Йорга Фуггера». Он создан до того, как Беллини познакомился с портретным искусством Антонелло, в нём ощущается некоторая застылость. Работы 1480-х годов имеют совершенно другой характер. И хотя Беллини не удаётся в них достигнуть той степени психологического контакта со зрителем, который присущ произведениям Антонелло да Мессины, эти портреты глубоко реалистичны. На нескольких портретах юношей из Лувра, Национальной галереи в Вашингтоне, Галереи Уффици во Флоренции можно видеть молодых людей с характерным для живописи итальянского Возрождения мечтательным выражением лица. Таков же и портрет «Юноши в красном» (1485—1490) из вашингтонской Национальной галереи.

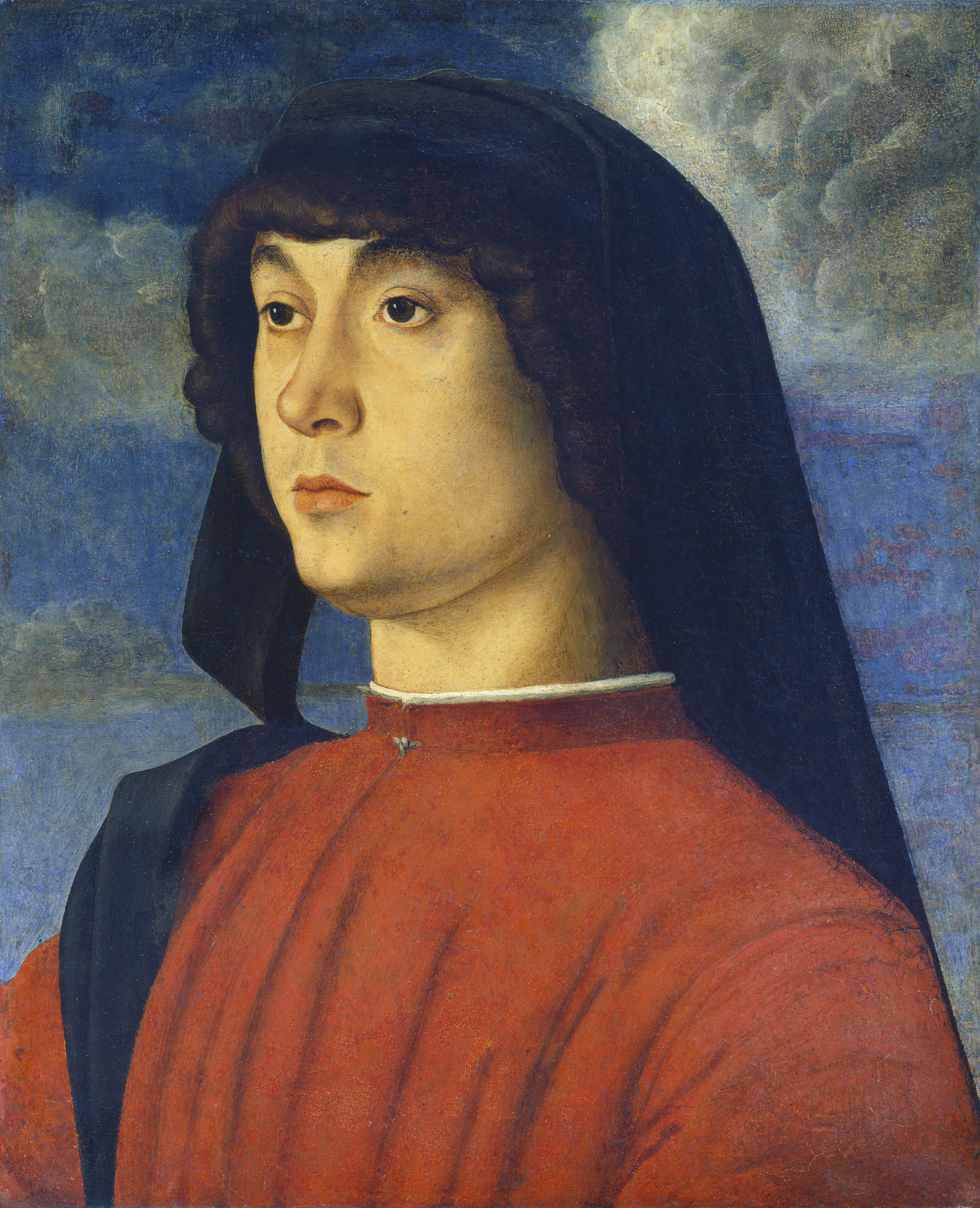
Портрет юноши в красном. 1485-1490. Дерево, темпера, масло. Национальная галерея, Вашингтон
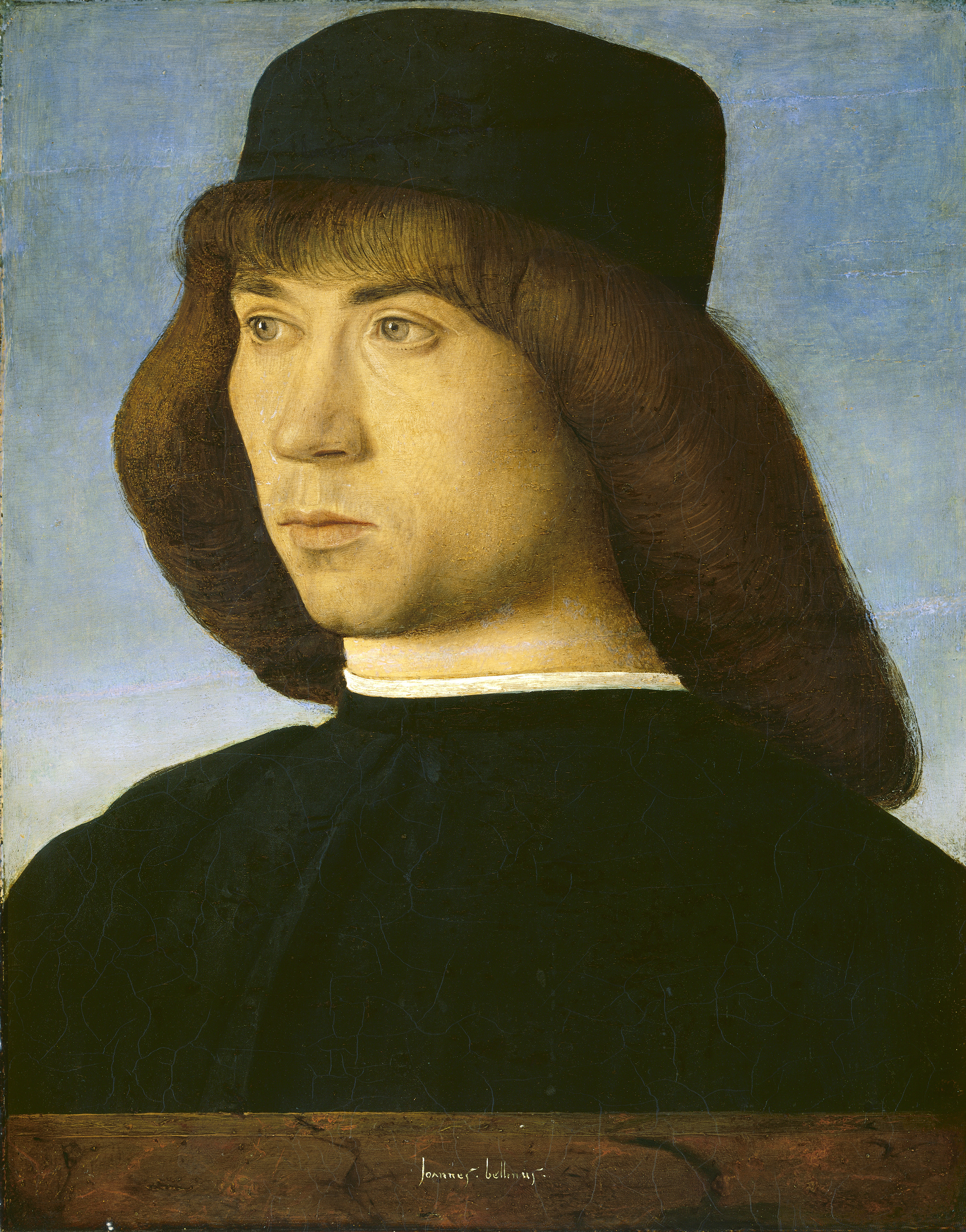
Портрет молодого человека. Ок. 1500. Дерево, масло. Национальная галерея, Вашингтон
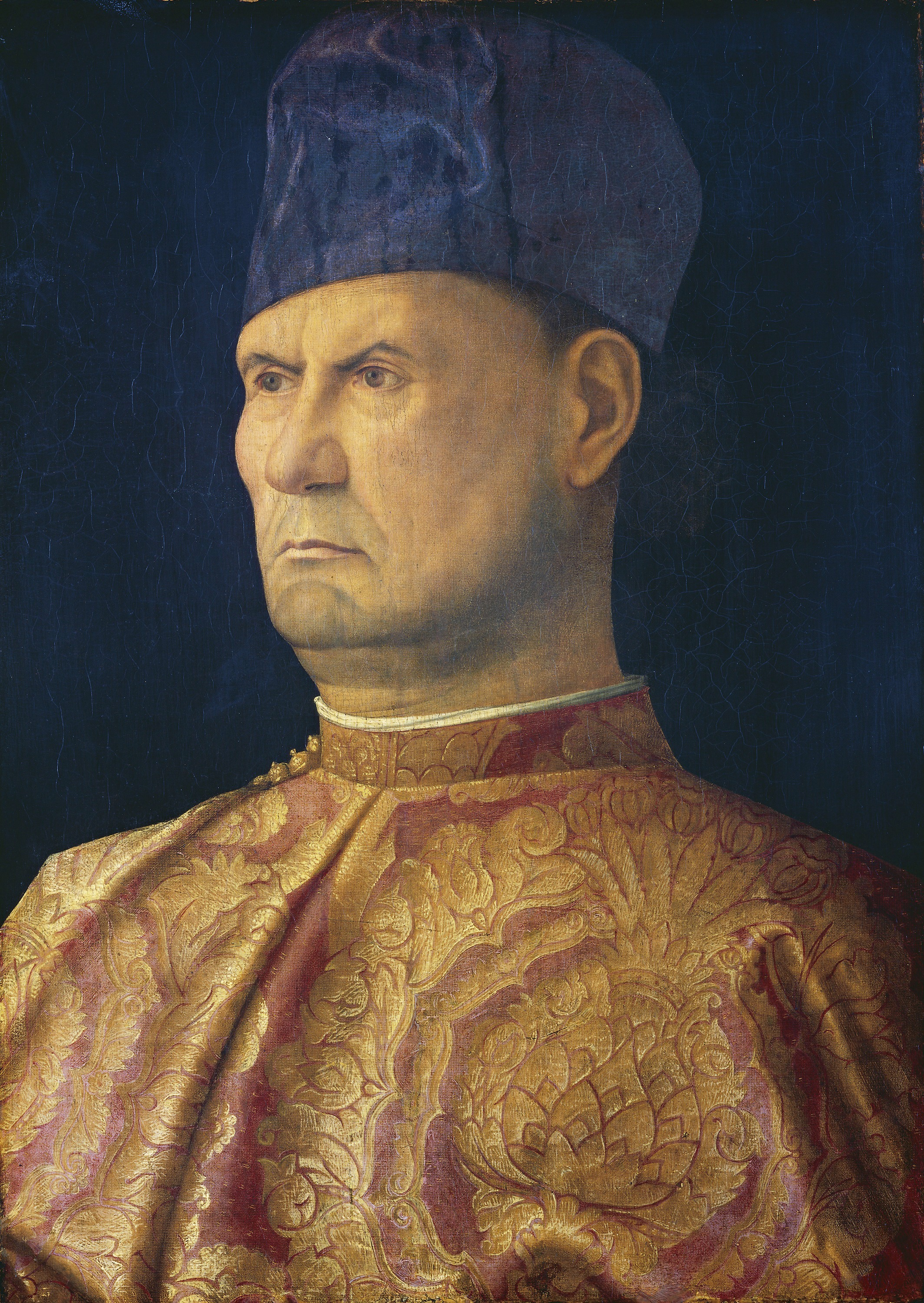
Портрет кондотьера. 1475-1480. Холст, на дереве, масло. Национальная галерея, Вашингтон
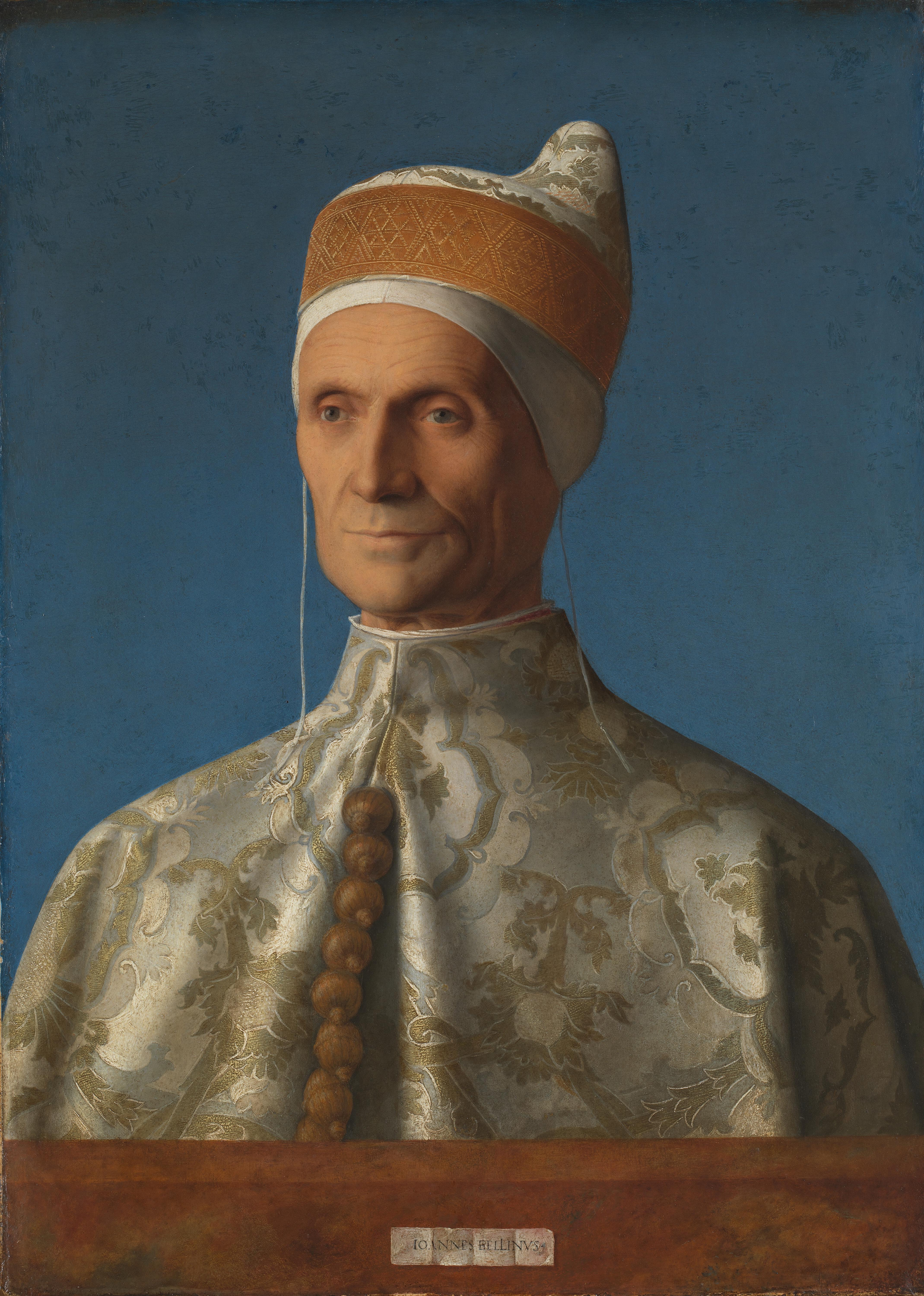
Портрет дожа Леонардо Лоредано. 1501. Дерево, масло. Национальная галерея, Лондон
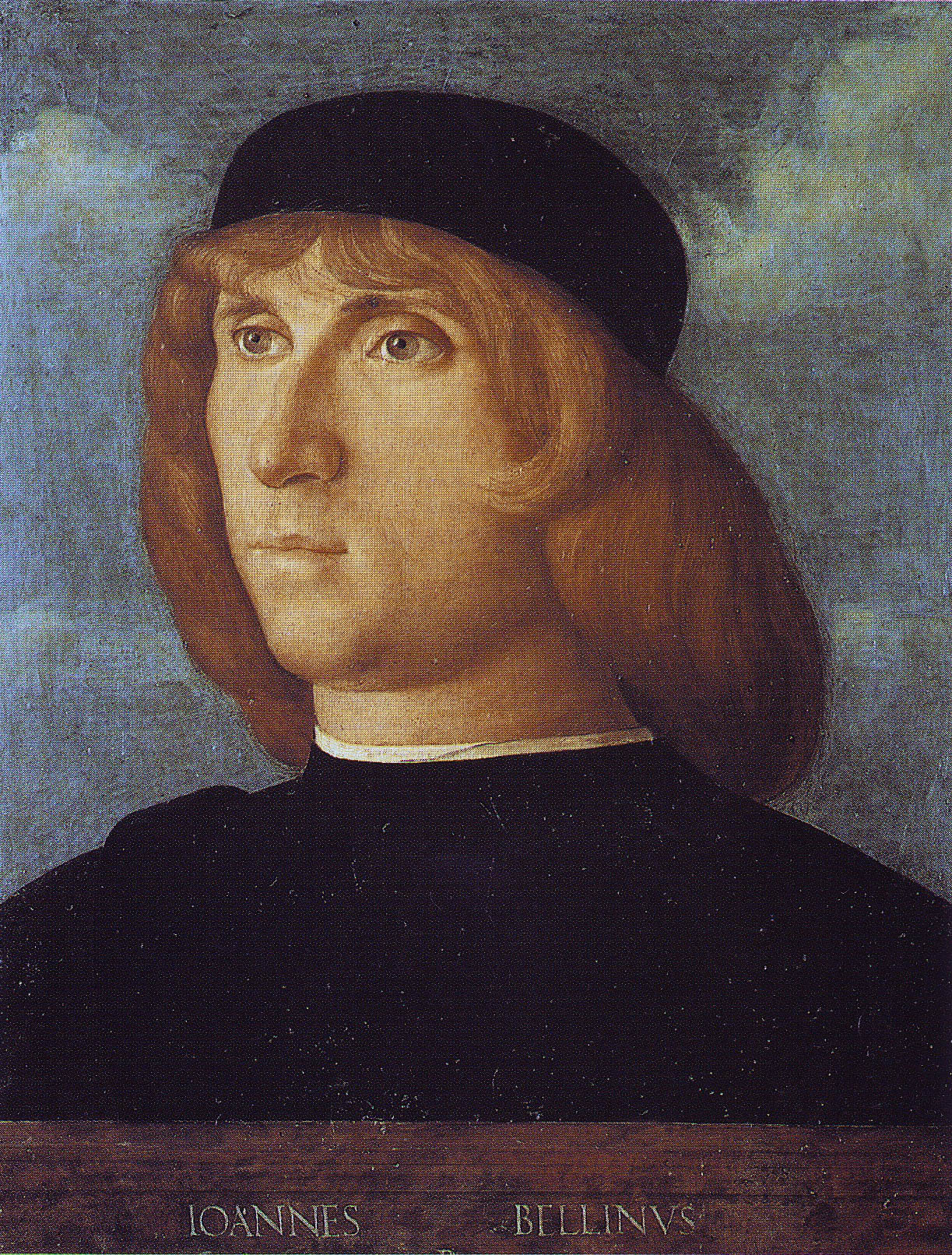
Автопортрет. Между 1490 и 1495. Дерево, масло. Капитолийские музеи, Рим

Несколько иная разновидность представлена «Портретом кондотьера» (1480—1484, Национальная галерея, Вашингтон) и знаменитым «Портретом дожа Леонардо Лоредано» (1501, Лондон, Национальная галерея). В «Портрете кондотьера» Беллини отходит от влияния Антонелло да Мессины. Относительно личности изображённого велась долгая дискуссия; в качестве претендентов называли имена Бартоломео д'Альвиано, Джакомо Марчелло, Витторио Павиони, Бартоломео Коллеони. Исследователи вашингтонской Национальной галереи считают, что на портрете изображён Джованни Эмо, генерал венецианской армии времён войны с Феррарой в начале 1480-х годов.

## Святые собеседования
Особое место в творчестве Джованни Беллини занимает тема, называемая в истории изобразительного искусства «Святым собеседованием». (итал. Sacra Conversazione, нем. Sippenbilder) — композиция, в которой представлены Дева Мария с Младенцем Иисусом на руках в окружении группы избранных святых. Присутствие в композиции того или иного святого обычно связано не столько с каноном, сколько с волей заказчика представить в картине себя или своего небесного покровителя. В композиции «Святого собеседования» изображают также основателей монашеских орденов, заказчиков, посвятителей (донаторов) храма.
К этой жанровой разновидности религиозной композиции относится картина Беллини «Святое собеседование» (Венеция, Галерея Академии). На ней можно видеть, как из темноты пространства свет выхватывает фигуры Мадонны, святых Екатерины Александрийской, Марии Магдалины, объединённых красноречивым молчанием. Композиционное решение темы, найденное в этой картине, имело продолжение в последующих произведениях, например «Мадонна с Младенцем, Иоанном Крестителем и Анной (или Елизаветой)» из Национальной галереи Урбино, и «Мадонна с Младенцем четырьмя святыми и донатором» (Нью-Йорк, Библиотека Джона Пирпонта Моргана).
Термин «Святое Собеседование» в 1946 году предложил итальянский историк Н. Расмо именно в качестве названия картины Беллини, именовавшейся в то время «Озёрной Мадонной». Это одно из самых загадочных произведений итальянской живописи, относится периоду 1490-х годов и известно также под названием «Священная аллегория» (итал.  Allegoria Sacra). Картину считают аллегорией Рая или «Очищения души». В первой половине XX века немецкий ученый Гюстав фон Людвиг предположил, что эта композиция является иллюстрацией французской аллегорической поэмы XIV века Гийома де Дегийвиля «Паломничество души» (Le pèlerinage del’ame).
В картине Беллини фигуры написаны на фоне таинственного пейзажа, в котором, по выражению А. Н. Бенуа, «под уснувшими скалами дремлют воды». На троне в тёмно-зелёном плаще восседает Мадонна со сложенными в молитвенном движении руками. Две женские фигуры, показанные рядом с Мадонной, идентифицируются с трудом, одна из них, возможно, Св. Варвара, рядом с ней — Св. Апостол Павел с мечом, далее Св. Петр. В правой части картины — Иов и Св. Себастьян. «Остальное — фантазия художника, его собственная страна грёз и молитв, душевный покой и религиозное смирение». В этом отношении иконографии «Святых Собеседований» близки не только сакральные, но и «профанные» картины Джорджоне и Тициана, например «Сельский концерт» и «Спящая Венера». Очарование таких картин — «в нежном, лирическом настроении, мягкой задумчивости, свойственной Мадоннам кватроченто, особом состоянии тишины, созерцательности». Для определения этого настроения есть специальный термин: контемплация (лат.  contemplatio — прицеливание, пристальное рассматривание) — тихое созерцание, сосредоточение, размышление. Существует гипотеза о влиянии на иконографию «Озёрной Мадонны» популярной в эпоху Возрождения поэмы Ф. Колонны «Гипнэротомахия Полифила» (это сочинение было издано Альдом Мануцием в Венеции в 1499 году, и в таком случае картину Беллини следует датировать последующими годами), а также многие другие версии и интерпретации.
Рядом со «Священной аллегорией» обычно упоминают четыре маленьких картины на дереве, которые раньше украшали туалетный столик с зеркалом и полочкой, принадлежавший художнику Винченцо Катене. На них Джованни изобразил четыре аллегории: «Сладострастие», искушающее добродетельного человека, или «Убеждение» (Вакх предлагает воину блюдо с фруктами); изменчивую «Фортуну» (женщина с земной сферой в руках на неустойчивой лодке); «Благоразумие» (обнажённая женщина, указывающая на зеркало); «Ложь» (человек, выходящий из раковины). По другой версии, обнажённая женщина — это аллегория Vanitas (Бренности), а мужчина в раковине — Virtus Sapientia (Добродетель мудрости).
В 1505 году Джованни Беллини создал один из своих главных шедевров: «Алтарь Сан-Заккариа», или «Мадонна с Младенцем на троне и святыми Петром, Екатериной Александрийской, Луцией Сиракузской, Иеронимом Стридонским и ангелом» для церкви Сан-Заккариа в Венеции. Картина издавна считалась одним из самых изысканных и прекрасных произведений художника. Композиционно Беллини повторил опыт с алтарём Сан-Джоббе — апсида, в которой расположились Мадонна с Младенцем и предстоящие, как бы продолжает пространство храма. Картина и ныне расположена в главном нефе церкви, по левую сторону от входа. Особенно проникновенно написана голова Девы Марии. Произведение Беллини датируется годом, следующим после создания Мадонны Кастельфранко Джорджоне, картины, также относящейся к типу «Святого собеседования».

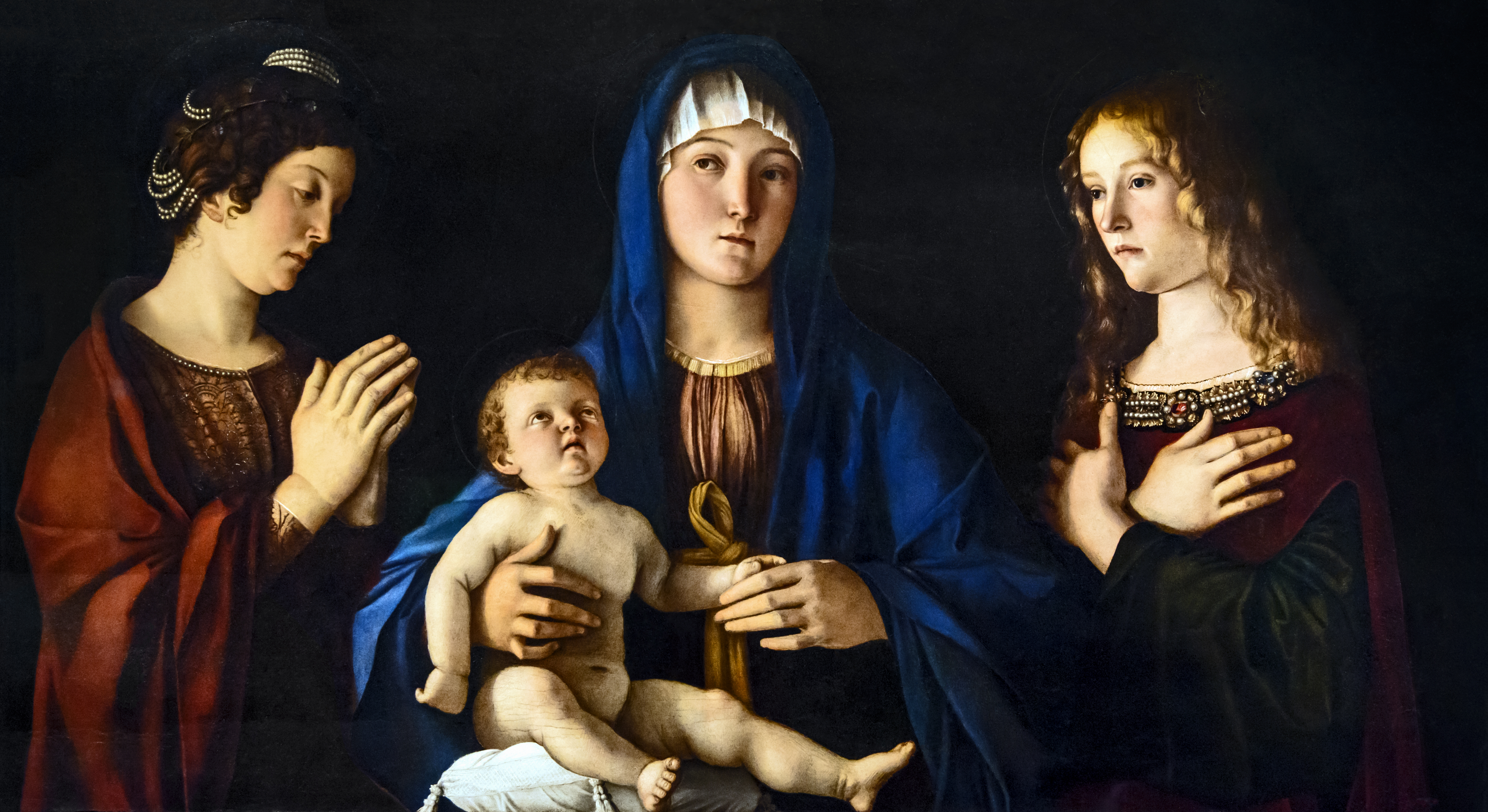
Святое собеседование. Ок. 1490. Дерево, масло. Венеция, Галерея Академии
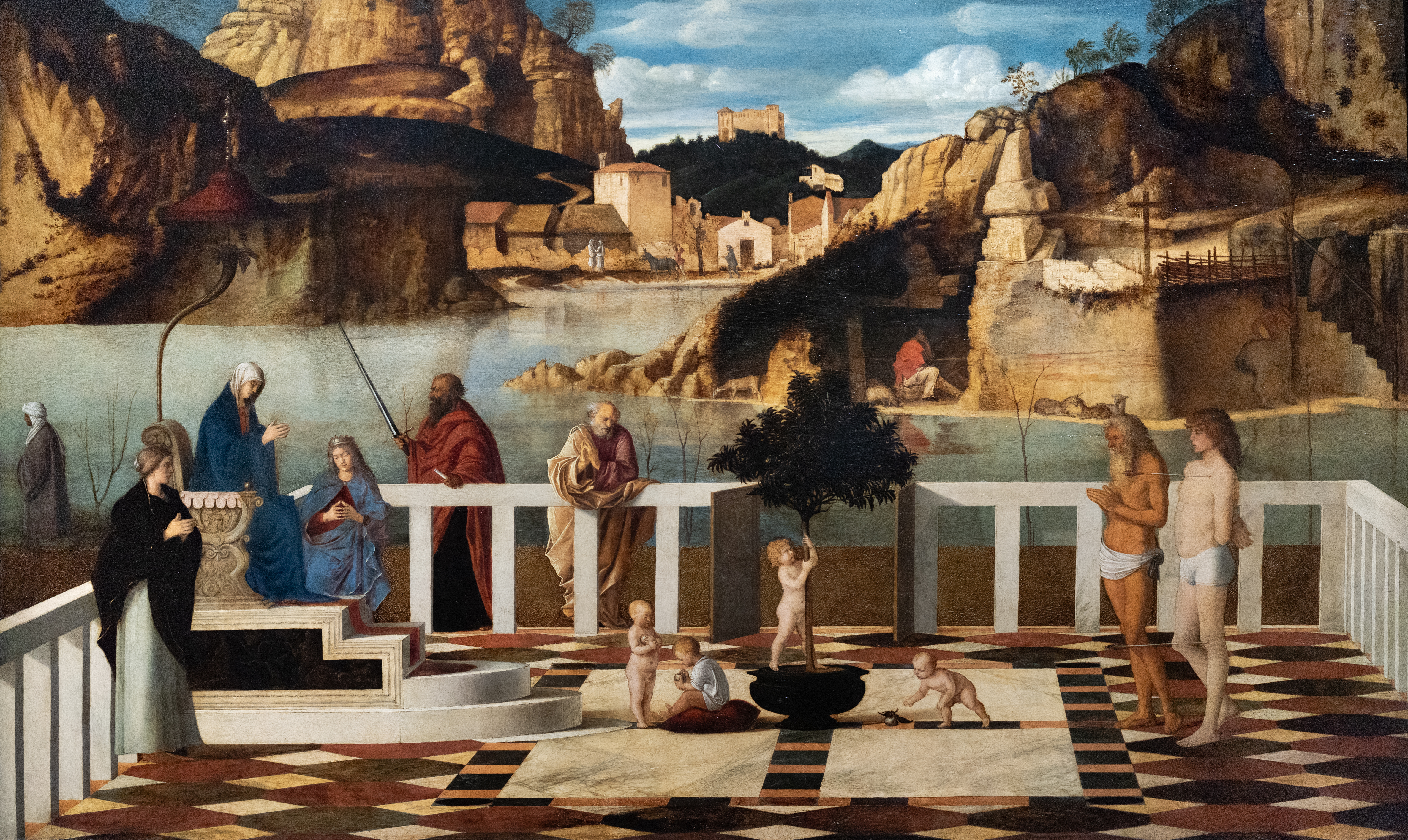
Allegoria sacra («Озёрная Мадонна»). Ок. 1490. Дерево, темпера. Уффици, Флоренция
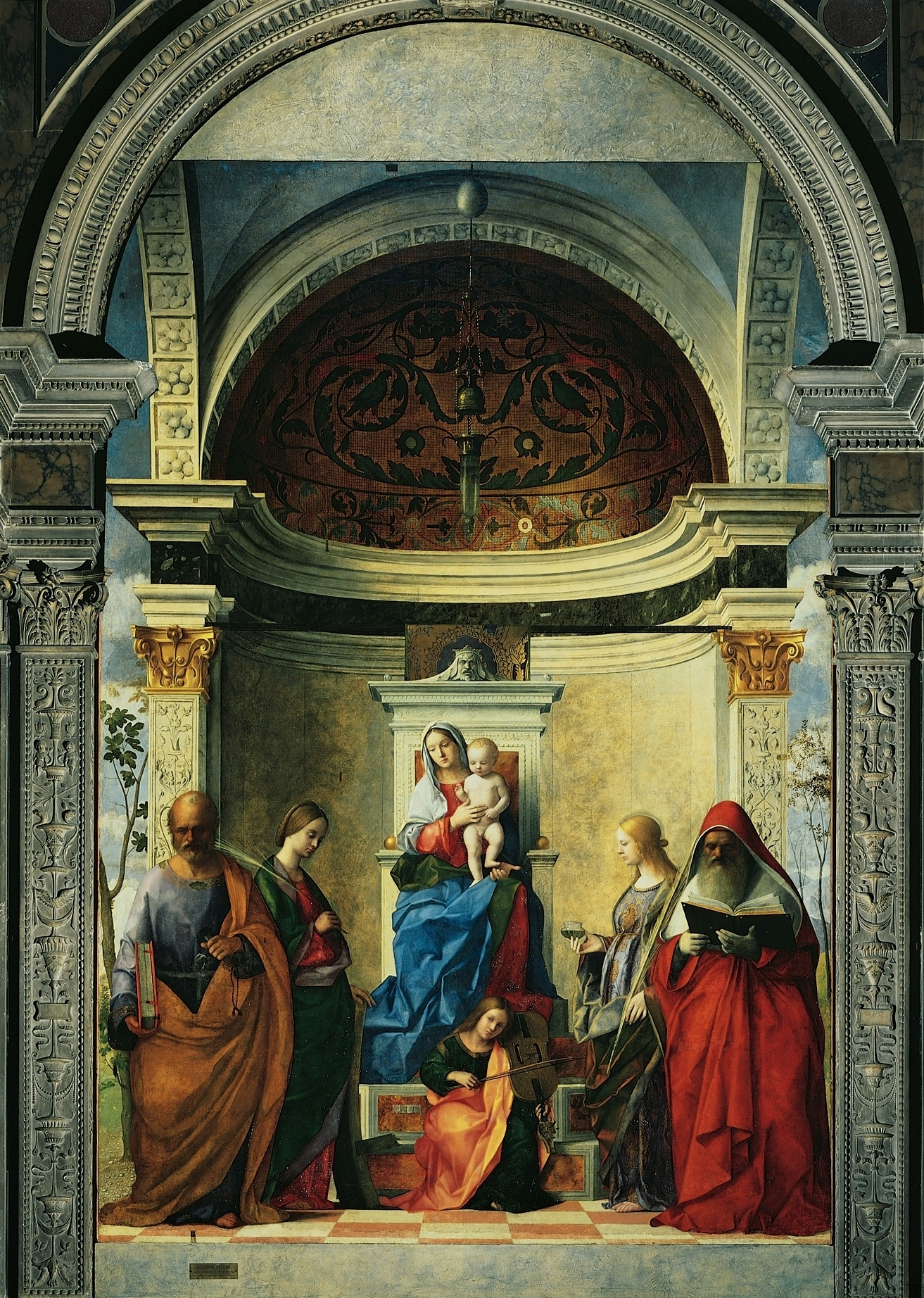
Алтарь Сан-Заккариа (Святое Собеседование). Мадонна на троне со святыми Петром, Екатериной Александрийской, Луцией Сиракузской, Иеронимом Стридонским и ангелом. 1505. Холст, масло (перенесено с дерева). Церковь Сан-Заккариа, Венеция
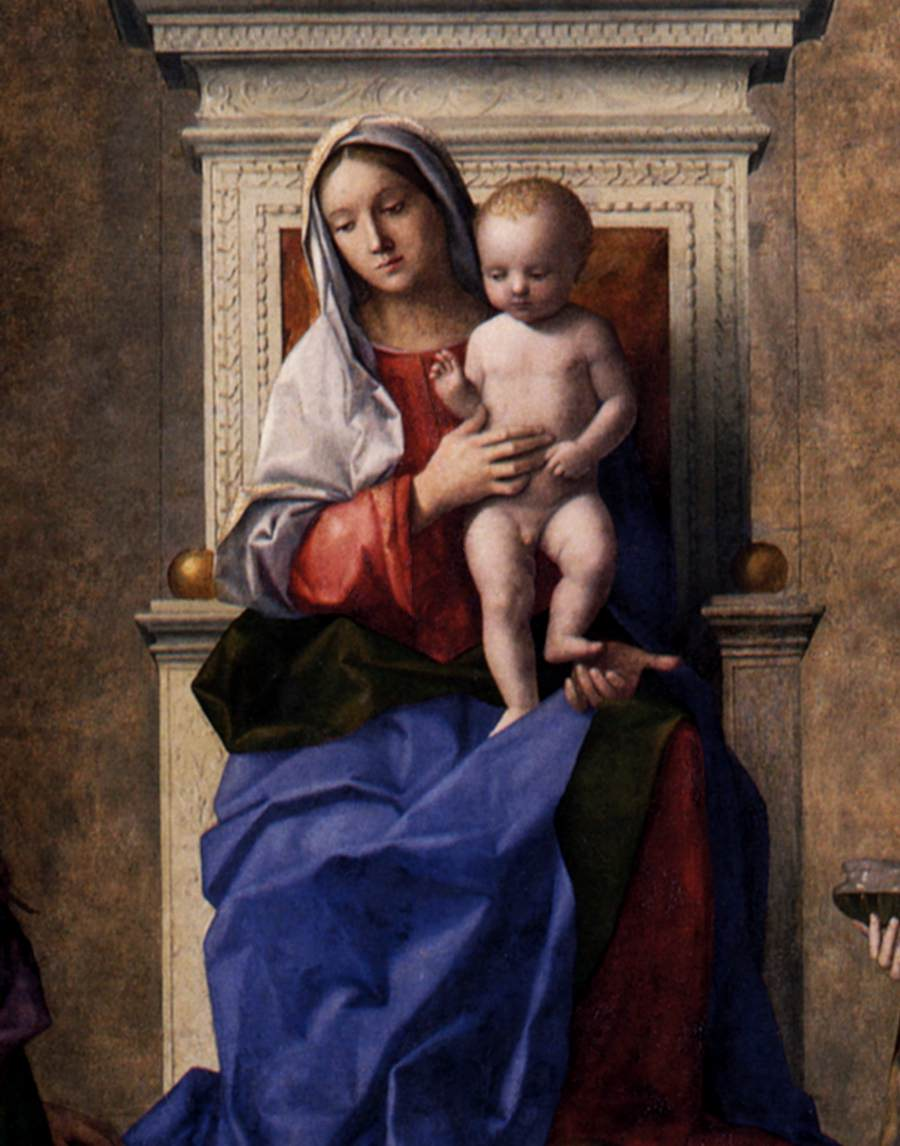
Алтарь Сан-Заккариа. Деталь
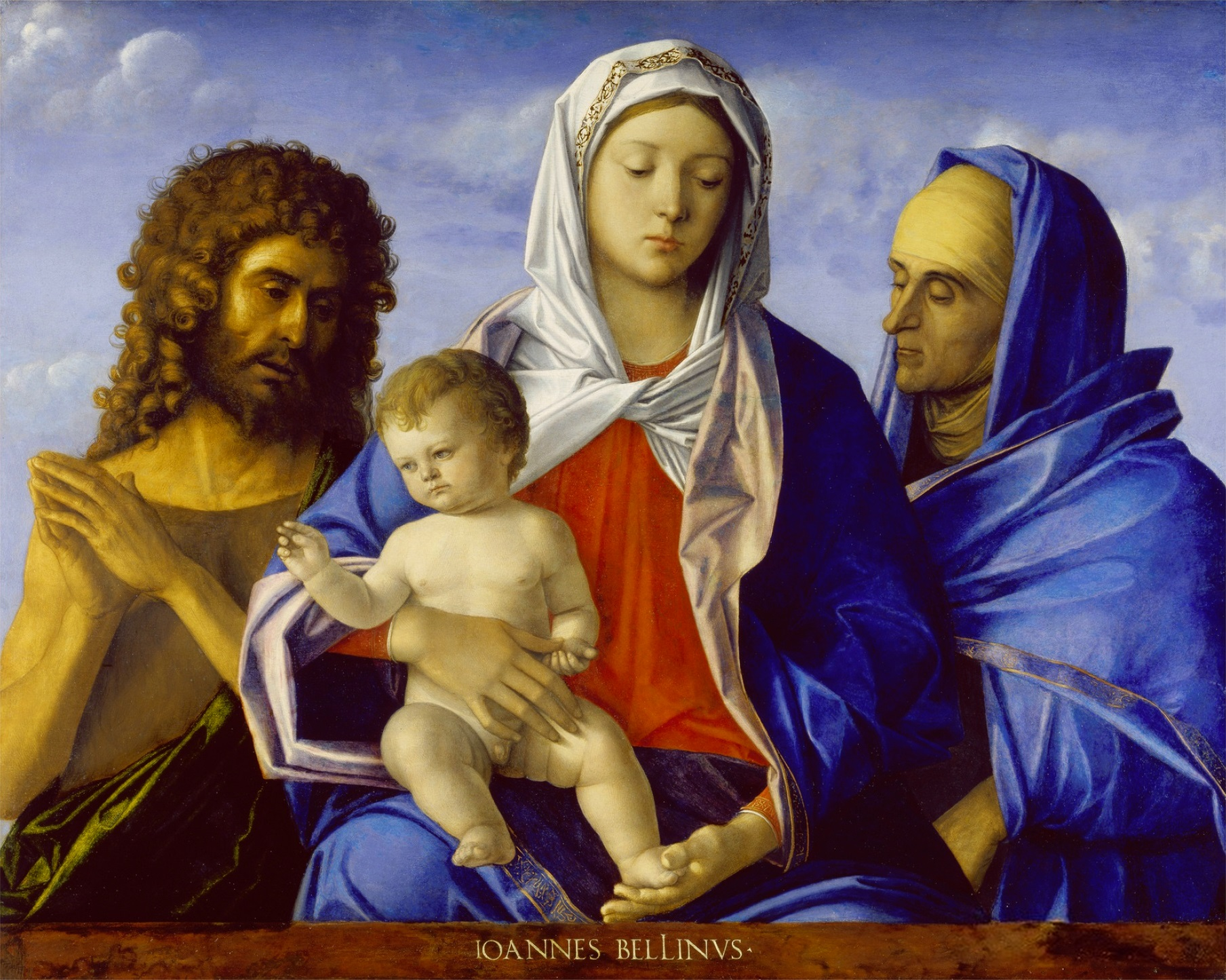
Мадонна с Младенцем, Иоанном Крестителем и Святой Елизаветой. Между 1490 и 1500. Дерево, темпера, масло. Штеделевский художественный институт, Франкфурт-на-Майне
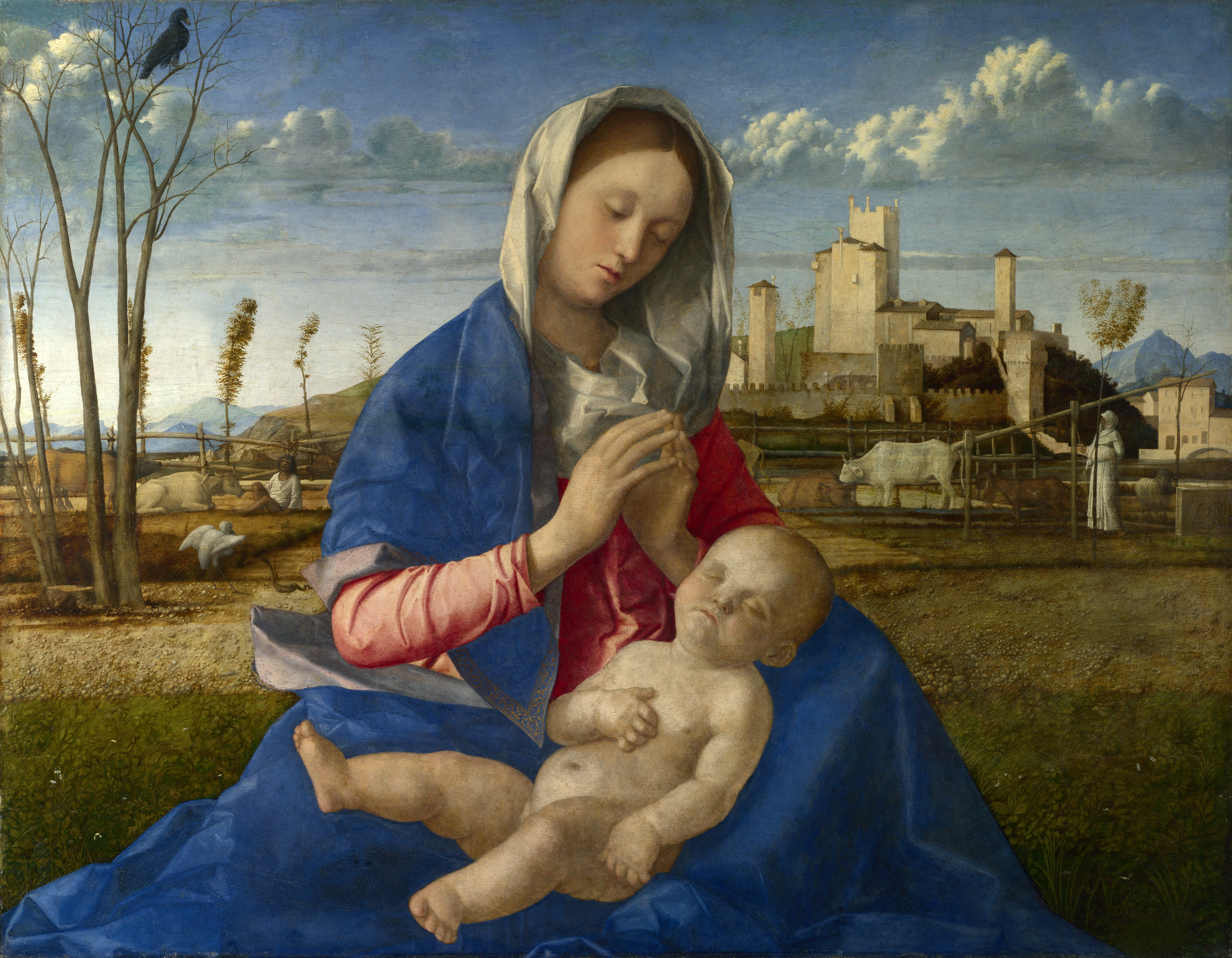
Мадонна на лугу. Ок. 1505. Дерево, темпера, масло. Национальная галерея, Лондон
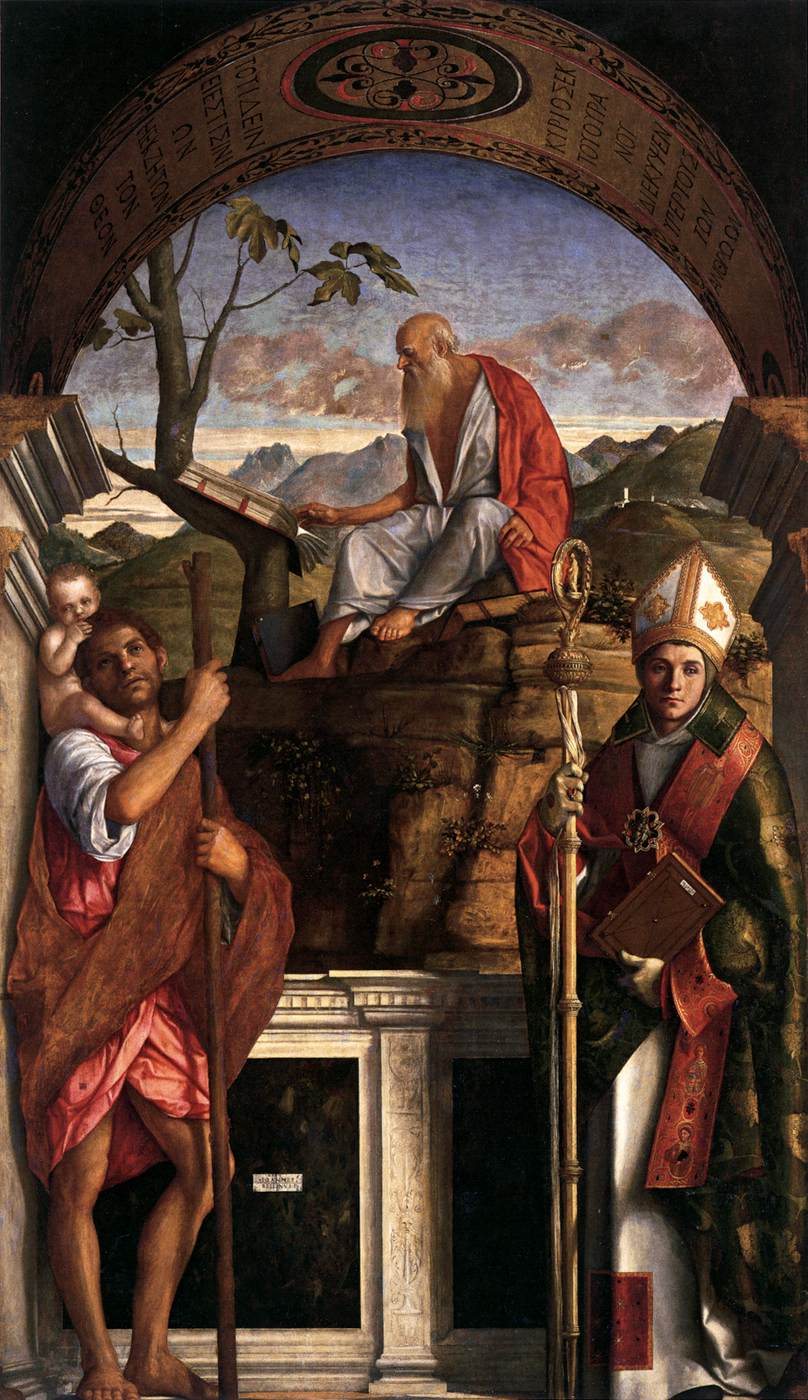
Святые Христофор, Иероним и Людовик Тулузский. 1513. Холст, масло. Церковь Сан-Джованни Кризостомо, Венеция

Среди других поздних алтарей со святыми работы Беллини — алтарь церкви Сан-Франческо-делла-Винья в Венеции (1507), Ла Корона в Виченце, «Крещение Христа» (1510) и алтарь церкви Сан-Джованни-Кризостомо в Венеции (1513).
В 1500—1505 годах художник написал картину «Читающий святой Иероним в пейзаже» (Вашингтон, Национальная галерея) и «Мадонну на лугу» (Лондон, Национальная галерея). «Мадонна на лугу» долгое время считалась работой Марко Базаити. Она находится в плохом состоянии, так как в 1949 году не слишком удачно была переведена с дерева на холст. Картина полна умиротворения, возвышенной религиозности и человеческой нежности. Беллини достигает в ней сложного единения поэтичности и религиозной метафоричности. В таком же духе трактована картина Беллини «Мадонна с благословляющим младенцем Христом» (1509, Детройт, Институт искусств).

## Поздний период
Альбрехт Дюрер, во второй раз посетивший Венецию в 1506 году, описывает Джованни Беллини как «всё ещё лучшего художника в городе, полного всякой учтивости и великодушия по отношению к иностранным собратьям по кисти».
В 1507 году умер брат Беллини Джентиле, и Джованни завершил картину «Проповедь святого Марка», которую его брат оставил незавершённой. В 1513 году положение Джованни как единственного мастера (после смерти Джентиле и Альвизе Виварини), ответственного за картины в Зале Большого Совета Дворца дожей, оказалось под угрозой со стороны одного из его бывших учеников. Молодой Тициан желал получить свою долю в этом предприятии, и эта тяжба длилась довольно долго.
В старости Беллини не утратил способности как к восприятию нового, так и к обновлению своего искусства. Несмотря на преклонный возраст (в 1505—1510-х годах ему было приблизительно 75 лет), он оказался способным создавать новые произведения. 23 февраля 1506 года Марин Санудо в своих «Дневниках» сделал запись о смерти Джентиле Беллини и добавил: «остался его брат Дзуан Белин, самый превосходный живописец Италии». Альбрехт Дюрер, посетивший в том же году Венецию, в письме Виллибальду Пиркгеймеру сообщал: «…Джованни Беллини… очень хвалил меня в присутствии многих господ, ему хотелось иметь что-нибудь из моих работ. И он сам приходил ко мне и просил, чтобы я ему что-нибудь сделал. Он же хорошо мне заплатит. Все говорят мне, какой это достойный человек, и я тоже к нему расположен. Он очень стар, но всё ещё лучший в живописи».
После смерти старшего брата Джованни получил в наследство книгу рисунков своего отца Якопо Беллини, но при условии, что он должен завершить неоконченную картину «Проповедь святого Марка в Александрии», которую Джентиле начал в 1504 году для Скуолы Гранде-ди-Сан-Марко.
В этот же период была создана «Пьета» (Галерея Академии, Венеция), на пейзажном фоне которой можно узнать главные здания Виченцы — собор, башню, базилику, а также колокольню церкви Сант-Аполлинаре-Нуово в Равенне. Картина «Великодушие Сципиона» (Вашингтон, Национальная галерея) была написана Беллини в монохромной технике. По предположению Роберто Лонги, она являлась продолжением неоконченного Мантеньей живописного фриза для украшения одного из залов дома некоего Франческо Коронаро, богатого выходца из Мантуи, жившего в Венеции.
В 1513 году Джованни подписал и датировал алтарную картину с фигурами святых Христофора, Иеронима и Людовика Тулузского для церкви Сан-Джованни-Кризостомо в Венеции. Она была заказана в 1494 году торговцем Джорджо Дилетти, распорядившимся в своём завещании возвести алтарь и заказать образ с этими святыми. Между заказом и его выполнением прошло почти двадцать лет, и внесённые за эти годы художником изменения и дополнения вызвали множество вопросов у исследователей. Святые Людовик и Христофор символизируют две разновидности церковной деятельности, Людовик — церковную службу во всех её видах, Христофор — проповедничество. Святые размещены под аркой, символизирующей церковь, на которой по-гречески написана строфа из Псалма: «Господь с небес призрел на сынов человеческих, чтобы видеть, есть ли разумеющий, ищущий Бога» (Пс. 13:2). Изображённый за парапетом Иероним, отшельник и Отец церкви, представляет вершину духовной жизни — аскезу и науку, открывающую истину. Вероятно, Беллини был в курсе религиозных дебатов, которые велись в связи с этой темой в начале XVI века.

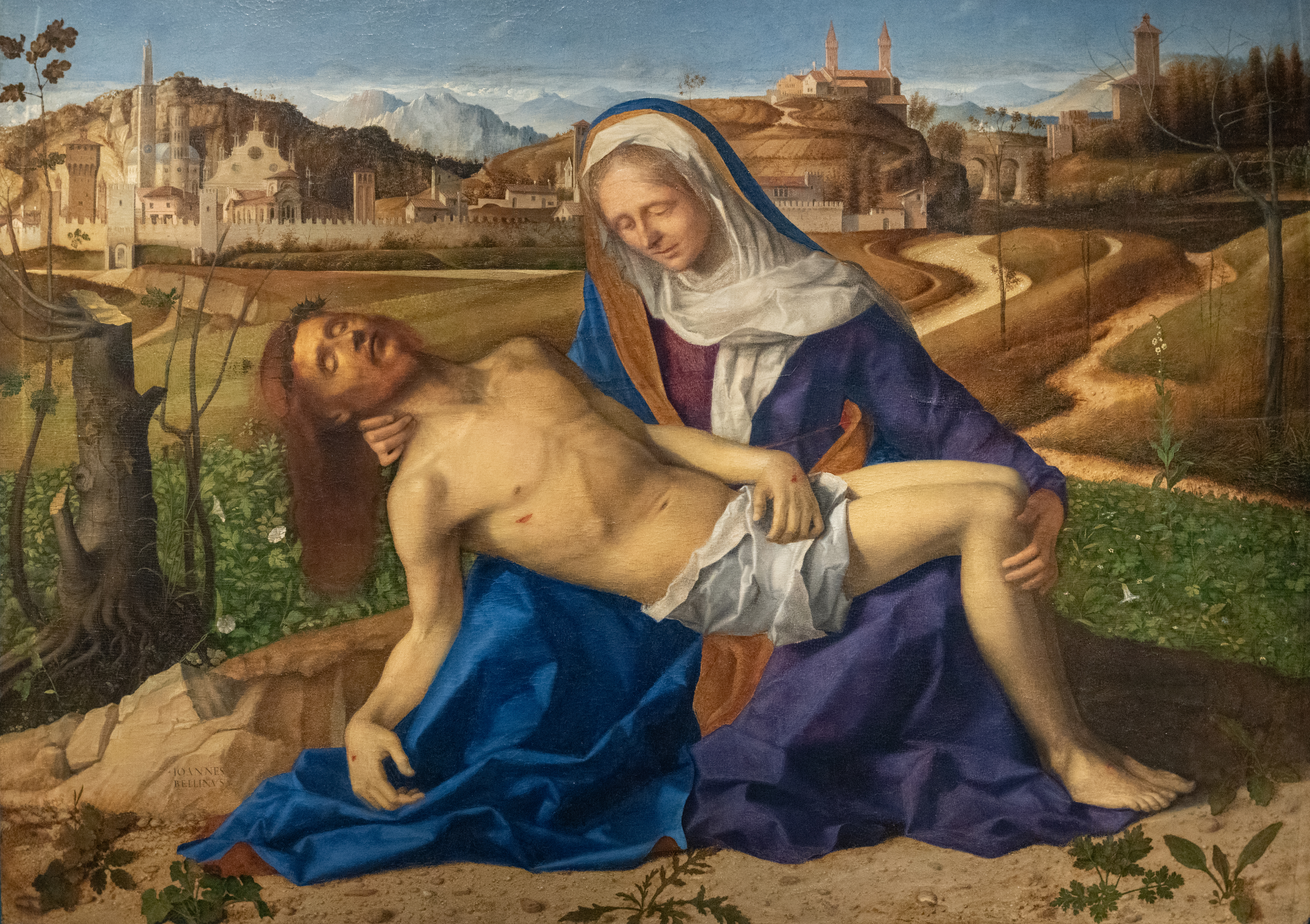
Пьета (Дона далле Розе). Между 1500 и 1514. Холст, масло. Галерея Академии, Венеция
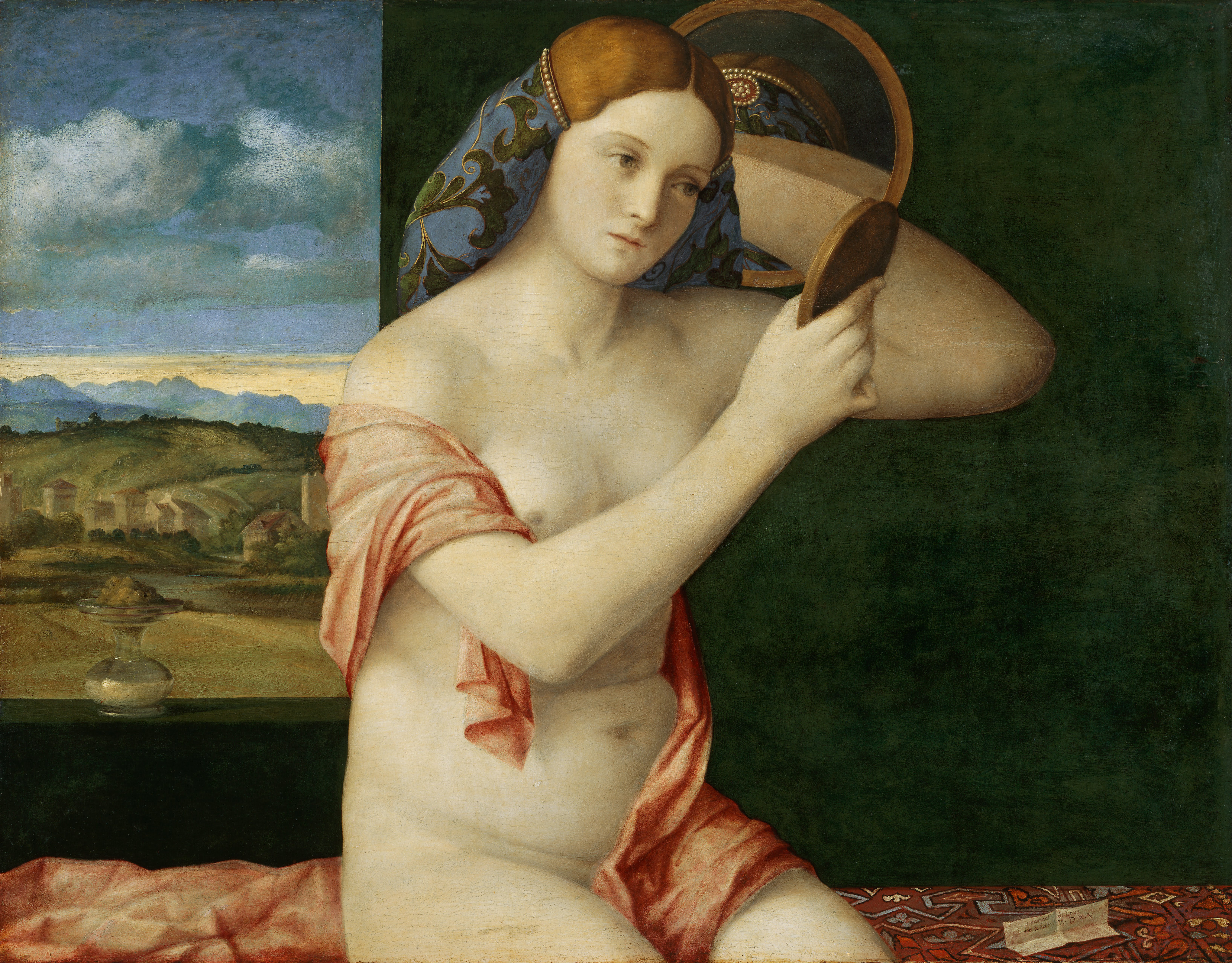
Обнажённая молодая женщина с зеркалом 1515. Дерево, масло. Музей истории искусства, Вена
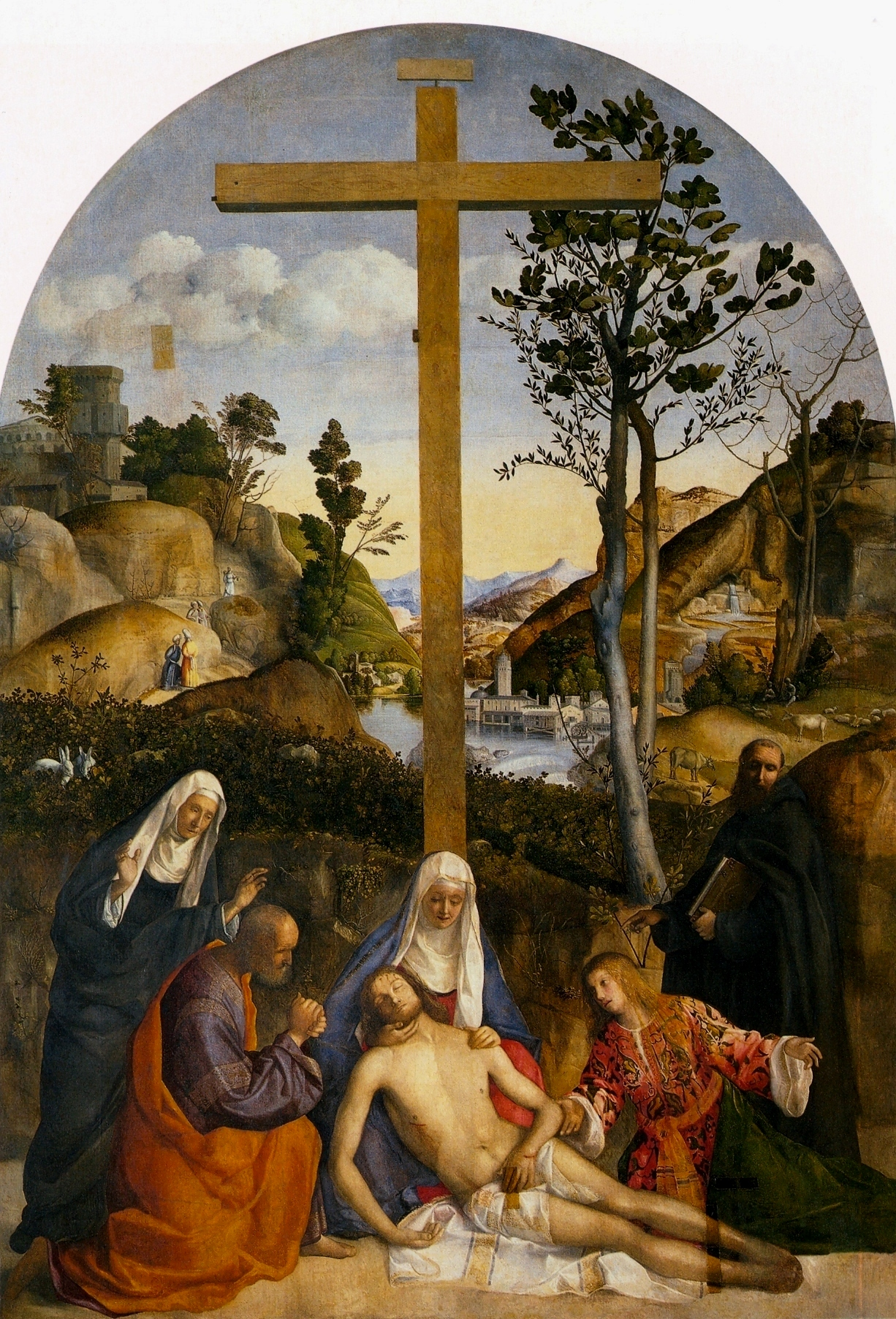
Джованни Беллини. Оплакивание Христа. 1510. Дерево, масло. Галерея Академии, Венеция
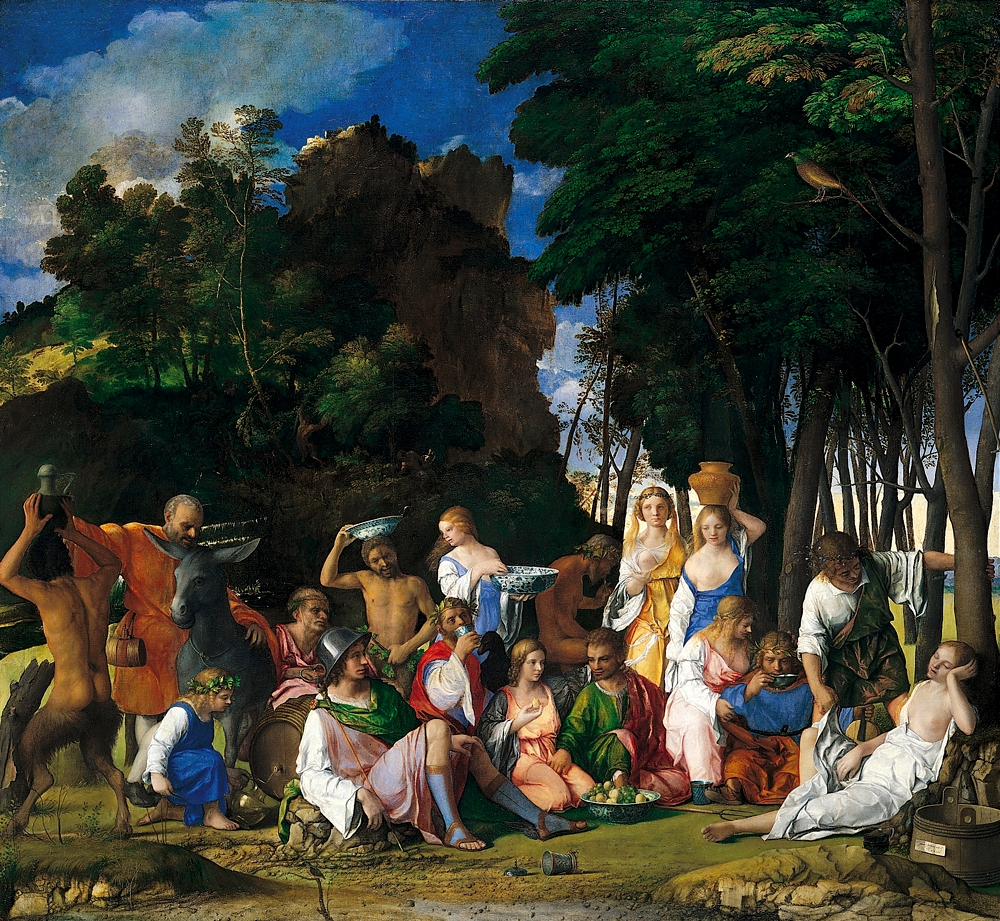
Джованни Беллини. Пиршество богов. 1514. Вашингтон, Национальная галерея искусства
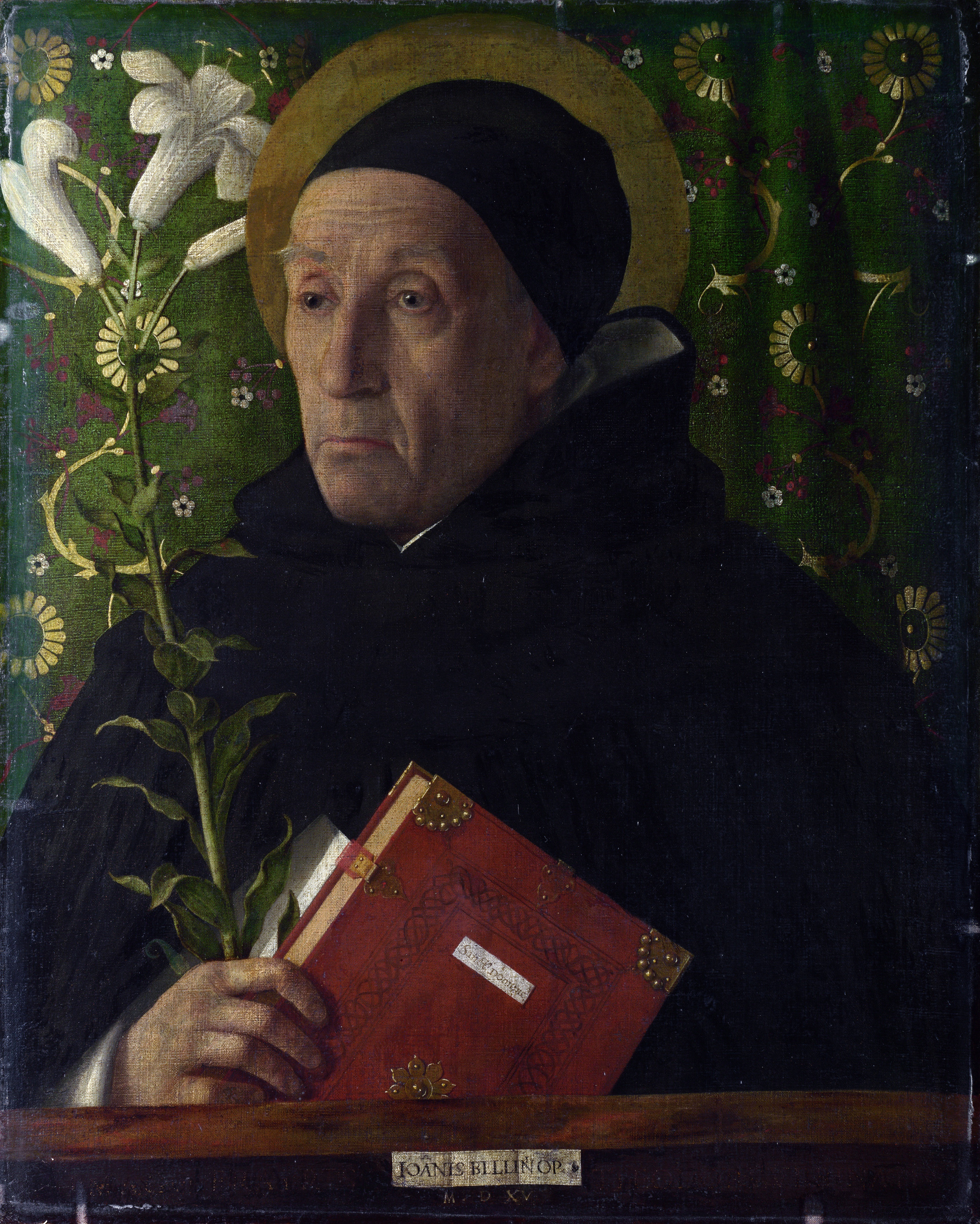
Портрет Фра Теодоро да Урбино. 1515. Дерево, темпера. Национальная галерея, Лондон

Завершающий этап творчества художника 1514—1516 годов богат новыми темами. В этот период Беллини написал «Опьянение Ноя» (Музей изящных искусств, Безансон), в котором заметно влияние Джорджоне. В этот же период он создал картину «Обнажённая молодая женщина перед зеркалом» (Музей истории искусств, Вена), которая своей светскостью выделяется на фоне его многочисленных произведений на религиозные темы, хотя творческий метод художника неизменен. Беллини ещё раз обратился к теме «Оплакивания Христа» (Галерея Академии, Венеция); этот алтарный образ из ныне разрушенной церкви Санта Мария-деи-Серви был написан совместно с помощниками его мастерской. К этому же времени относится «Маленький Вакх с вазой в руке» из Национальной галереи искусства (Вашингтон), которого тематически связывают с поздним произведением Беллини — картиной «Пиршество богов» (Вашингтон, Национальная галерея искусства).
«Пиршество богов» имеет дату и подпись художника. Сохранились документы, согласно которым 14 ноября 1514 года секретарь герцога д’Эсте заплатил Джованни восемьдесят пять золотых дукатов за картину, а именно за «Пиршество богов», которое, следовательно, к этому времени было завершено. Из переписки Изабеллы д’Эсте с Пьетро Бембо известно, что герцогиня поручила Бембо заказать Беллини картину ещё в 1505 году. Эта разница в датах породила ряд предположений, включая сомнительную гипотезу, что Джованни мог долгое время отказывать дому д’Эсте. По словам Вазари, Тициан вмешался в «Пиршество», написанное Джованни: поскольку тот, «будучи очень старым, не мог закончить произведение, то поручил это Тициану как самому знаменитому живописцу среди всех, чтобы он его завершил». Исследования в рентгеновских лучах, проведённые в 1956 году, подтвердили вмешательство в картину двух художников — Доссо Досси и Тициана, однако эти добавления относились главным образом к лесному пейзажу, составляющему фон сцены.
Согласно общепринятой интерпретации, произведение иллюстрирует отрывок из «Фаст» Овидия. Приап, бог плодородия, воспользовался моментом, когда другие божества задремали, усыплённые вином на празднике, устроенном Кибелой, чтобы посягнуть на богиню целомудрия, называемую Вестой, или Лотос. Но его постигла неудача, потому что боги были внезапно разбужены рёвом осла Силена. По другой версии (П. Фель, 1974) Беллини иллюстрировал не «Фасты», а отрывок из «Ovidio volgarizzato» (перевод Овидия для простонародья), опубликованного Джованни ди Буонсиньори. В этом тексте говорится о вакханалии, участниками которой были не боги, а люди.
Последним законченным произведением мастера считают «Портрет Фра Теодоро из Урбино», на котором есть дата, 1515 год, и подпись Беллини. Художник изобразил старого прелата в виде святого Доминика в чёрном монашеском одеянии на фоне затканной цветами занавеси. Суровый колорит картины только подчёркивает её психологическую выразительность. Беллини не успел закончить другое произведение — «Мученичество Святого Марка», заказанное ему за год до смерти Скуолой Гранде-ди-Сан-Марко. Оно долго оставалось незавершённым, и одиннадцать лет спустя его дописал Витторе Беллиниано, который оставил на нём свои дату и подпись.
Беллини умер 29 ноября 1516 года. Он был похоронен в базилике Санти-Джованни-э-Паоло, традиционном месте захоронения дожей. Марин Санудо в своём «Дневнике» оставил такую запись: «Сегодня утром стало известно, что скончался Дзуан Белин, замечательный живописец … прославленный во всём мире».

## Особенности художественного стиля и значение творчества
Джованни Беллини оставил после себя более двухсот произведений — картин и рисунков. Он был чутким мастером, способным на протяжении всей творческой жизни, продолжавшейся более шестидесяти лет, улавливать новые веяния и воспринимать их, оставаясь, тем не менее, самим собой. К концу жизни он далеко ушёл от того, с чего начинал, и в этом отношении его сравнивают с Рафаэлем. Творчеством Джованни Беллини открывается «золотой век венецианской живописи», когда достигло расцвета творчество его учеников или последователей — Джорджоне и Тициана, а также Тинторетто и Веронезе.
Венецианская живопись XV века находилась под влиянием двух культур — византийской и нидерландской, так называемой школы «аrs nova» (лат. ars nova — новое искусство). Величие византийских иконных образов и скрупулёзный натурализм северной школы послужили основой для становления творчества художника. Ещё одним источником вдохновения Беллини служили произведения флорентийского скульптора Донателло в Падуе. Однако самое сильное влияние на Джованни произвело творчество Андреа Мантеньи, который породнился с домом Беллини, женившись в 1453 году на сестре Джованни — Николозии.
В венецианских домах хранилось большое количество византийских и итало-критских икон, их влияние на творчество Беллини бесспорно; исследователи отмечают «нежную бесстрастность беллиниевских мадонн», напрямую связывая эти качества с византийским наследием. Однако методика и техника живописи была в значительной степени заимствована мастером у нидерландцев.
Тема «Пьеты» (Оплакивания Христа), также ведёт своё происхождение из византийской традиции. «Пьета» из Академии Каррара (Бергамо) и «Пьета» из музея Польди-Пеццоли (Милан) стали прототипом целой серии картин, изображающих полуфигуру мёртвого Христа, возвышающуюся над саркофагом. Этот тип распространился и за пределами Венеции. Подобная иконография также была вдохновлена византийскими моделями «imago pietatis» («образами благочестия»).
Заимствуя у нидерландцев посредством Антонелло да Мессины и, возможно, из иных источников, технику масляной живописи, дающей возможность писать лессировками, Джованни Беллини создал собственную тонкую манеру, чувственную атмосферу религиозных композиций и характерный тип венецианского романтического пейзажа.

 «Беллини за свои восемьдесят шесть лет прошёл такие ступени эволюции творческого метода и стиля, каковые обычно проходит не один мастер, а целая школа более чем за столетие: от графичной манеры Мантеньи до живописной свободы Тициана. Беллини пережил своего гениального ученика Джорджоне и имел ещё множество других талантливых последователей. Венецианец из венецианцев, на традициях итало-критской школы предшествующей эпохи он создал, ставший впоследствии классическим, тип композиции Мадонны с Младенцем, заимствованный позднее Леонардо и Рафаэлем. Десятки художников повторяли и варьировали композиции и стиль живописи Беллини. Главная тема художника — созерцание, сосредоточенность, духовная самоуглублённость. Как и у другого великого венецианца Джорджоне, в картинах Беллини важно не то, что послужило поводом для изображения, а то, как это изображено, пластическое чувство, которым проникнута вся картина. Знаменитые „Мадонны Беллини“ пронизаны нежным и грустным настроением, пластика линий и покой локальных цветовых отношений тончайшим образом сливает их силуэт с окружающим пейзажем… Это изображение самой молитвы…»
Учениками и последователями Беллини, помимо Джорджоне и Тициана, были Бартоломео Венето, Витторе Карпаччо, Джованни Мансуети, Марко Марциале, Якопо Пальма Старший, Франческо ди Симоне да Сантакроче, Себастьяно дель Пьомбо, Андреа Превитали. «Имитатором Беллини» называют венецианского живописца Паскуалино ди Никколо, или Паскуалино Венето.